# 出雲大社
出雲大社（いずもおおやしろ / いずもたいしゃ）は、島根県出雲市大社町杵築東にある神社。祭神は大国主大神。式内社（名神大）、出雲国一宮で旧社格は官幣大社。神社本庁の別表神社。宗教法人出雲大社教の宗祠。明治維新に伴う近代社格制度下において唯一「大社」を名乗る神社であった。

## 名称
古代より杵築大社（きずきたいしゃ）と呼ばれていたが、1871年（明治4年）に出雲大社と改称した。出雲大社サイトには「いづもおおやしろ」、出雲大社東京分祠サイトには「いずもおおやしろ」とある（前者は現代仮名遣いと歴史的仮名遣いが混在、後者は現代仮名遣い）。歴史的仮名遣いでは「いづもおほやしろ」となる。
一般的には「いずもたいしゃ」と読まれており、複数の辞書・事典でも見出しの読みを「いずもたいしゃ」としている。島根県大百科事典編集委員会『島根県大百科事典』では出雲大社の項目を「いずもおおやしろ」として掲載する一方、出雲大社本殿（いずもたいしゃほんでん）など登録文化財の項目については登録名に従った読みで掲載している。わらべ歌「一番はじめは一の宮」では「おおやしろ」読みになっている。
古文書に見える社名は次のとおり。
- 天日隅宮（『日本書紀』）[7]
- 杵築宮（『釈日本紀』）
- 出雲宮（『八雲御抄』）
- 厳神之宮・いつかしのかみのみや（『日本書紀』）[8]
- 出雲大神宮（『日本書紀』）[9][10]
- 杵築大神宮（『和漢三才図会』）
- 所造天下大神宮（『出雲国風土記』）[11]
- 大社杵築大神宮（『国花万葉記』）
- 杵築大社（『延喜式』）[12]
- 出雲国大社（『享保集成総論』）
- 日本大社（真言宗正林寺蔵版木）
- 天日栖宮（『出雲国風土記』）
- 出雲石（石同）之曽宮（『古事記』）[13]。

## 歴史
出雲大社はいわゆる神話における国譲りの事情のもとで創建された神社である。867年（貞観9年）には正二位に叙せられ熊野大社とは別に出雲国一宮と称せられるようになった。中世には12郷7浦を領したが、豊臣秀吉により減じられ5郷2浦となった。1871年（明治4年）に官幣大社に列格の後、大正時代に勅祭社となった。

### 創建
出雲大社の創建については、日本神話などにその伝承が語られている。以下はその主なものである。
- 大国主神は国譲りに応じる条件として「我が住処を、皇孫の住処の様に太く深い柱で、千木が空高くまで届く立派な宮を造っていただければ、そこに隠れておりましょう」と述べ、これに従って出雲の「多芸志（たぎし）の浜」に「天之御舎（あめのみあらか）」を造った（『古事記』）。
- 高皇産霊尊は国譲りに応じた大己貴命に、「汝の住処となる「天日隅宮（あめのひすみのみや）」を、千尋もある縄を使い、柱を高く太く、板を厚く広くして造り、天穂日命に祀らせよう」と述べた（『日本書紀』）。
- 所造天下大神（=大国主神）の宮を奉るため、皇神らが集って宮を築いた（『出雲国風土記』出雲郡杵築郷）。
- 神魂命が「天日栖宮（あめのひすみのみや）」を高天原の宮の尺度をもって、所造天下大神（あめのしたつくらししおおかみ）の宮として造れ」と述べた（『出雲国風土記』楯縫郡）。
- 垂仁天皇の皇子本牟智和気（ほむちわけ）は生まれながらに唖であった。占いによってそれは出雲の大神の祟りであることが分かり、曙立王と菟上王を連れて出雲に遣わして大神を拝ませると、本牟智和気はしゃべれるようになった。奏上をうけた天皇は大変喜び、菟上王を再び出雲に遣わして、「神宮」を造らせた（『古事記』）。
- 659年（斉明天皇5年）、出雲国造に命じて「神之宮」を修造させた（『日本書紀』）[注 1]。

以上のように、伝承の内容や大社の呼び名は様々である。共通して言えることは、天津神（または天皇）の命によって、国津神である大国主神の宮が建てられたということであり、その創建が単なる在地の信仰によるものではなく、古代における国家的な事業として行われたものであることがうかがえる。
また、出雲大社の社伝においては、垂仁天皇の時が第1回、斉明天皇の時が第2回の造営とされている。

### 祭神の変化
出雲国造新任時に朝廷で奏上する出雲国造神賀詞では「大穴持命（大国主大神）」「杵築宮（出雲大社）に静まり坐しき」と記載があるので、この儀式を行っていた平安時代前期までの祭神は大国主神であった。
やがて、神仏習合の影響下で鎌倉時代から天台宗の鰐淵寺と関係が深まり、鰐淵寺は杵築大社（出雲大社）の神宮寺も兼ねた。鰐淵寺を中心とした縁起（中世出雲神話）では、出雲の国引き・国作りの神を素戔嗚尊としていた（本来国引きは八束水臣津野命）ことから、中世のある時期から17世紀まで祭神が素戔嗚尊であった。14世紀「当社大明神は天照大御神之弟、素戔嗚尊也。八又の大蛇を割き、凶徒を射ち国域の太平を築く。」と杵築大社（出雲大社）の由来が記され、1666年（寛文6年）毛利綱広が寄進した銅鳥居に刻まれた銘文には「素戔嗚尊者雲陽大社神也」と記された。
さらには、鰐淵寺の僧侶が経所で大般若経転読を行い、社殿では読経もした。また、江戸時代初期には社僧が寺社奉行と杵築大社（出雲大社）の運営管理に関する交渉を実施していた。
ところが、杵築大社（出雲大社）内は仏堂や仏塔が立ち並んで神事が衰微した。このため1667年（寛文7年）の遷宮に伴う大造営の時、出雲国造家が神仏分離・廃仏毀釈を主張して寺社奉行に認められた。仏堂や仏塔は移築・撤去され、経蔵は破却された。これに併せて祭神は須佐之男命から、『古事記』『日本書紀』などの記述に沿って大国主大神に復した。

### 近代
1871年（明治4年）に近代社格制度において官幣大社に列された。

## 祭神

### 大国主大神
祭神は大国主大神（おおくにぬしのおおかみ）。ただし『出雲国風土記』ではこの名ではなく大穴持命または所造天下大神大穴持命となっている。
1142年（康治元年）在庁官人解状に「天下無双之大廈（たいか）、国中第一之霊神」と記された。神在月（神無月）には全国から八百万の神々が集まり神議が行われる（神在祭 旧暦10月11日 - 17日）。出雲へ行かず村や家に留まる田の神・家の神的な性格を持つ留守神（荒神等）も存在しているので、全ての神が出雲に出向くわけではない。
そのような神集への信仰から、江戸時代以降は文学にも出雲の縁結びの神として現れるほどに、全国的な信仰を集めるようになった。

### 祭神の別名
- 大穴牟遅神（おおあなむちのかみ）『古事記』での表記
- 杵築神（きづきのかみ）『日本文徳天皇実録』での表記
- 国造神（くにつくらししかみ）『大隅国風土記』での表記
- 大穴六道尊(おおあなむちのみこと）『土佐国風土記』での表記
- 大国魂神（おおくにたまのかみ）『日本総国風土記』『古語拾遺』での表記
- 大国玉神（おおくにたまのかみ）『日本書紀』での表記
- 宇都志国玉神（うつしくにたまのかみ）『古事記』での表記
- 所造天下大神（あめのしたつくらししおおかみ）『出雲国風土記』での表記
- 大地主神（おおとこぬしのかみ）
- 大穴持命（おおあなむちのみこと）『出雲国造神賀詞』『出雲国風土記』『伊予国風土記』での表記
- 廣矛魂神（ひろほこみたまのかみ）
- 倭大物主櫛甕玉神（やまとおおものぬしくしかみたまのかみ）
- 国作之大神（くにつくらしのおおかみ）
- 国作坐志大穴持命（くにつくりまししおおむなちのみこと）『出雲国造神賀詞』での名。
- 国堅大神（くにかためまししおおかみ）
- 国占神（くにしめたまいしかみ）
- 出雲大神（いずものおおかみ）
- 芦原志拳呼命 『播磨国風土記』での表記
- 大汝命（おおなむぢのみこと）
- 兵主神（ひょうずのかみ）
- 農耕祖神（たづくりのおやのかみ）
- 幽冥事知食大神（かくりごとしろしめすおおかみ）
- 縁結神（えんむすびのかみ）、福神（ふくのかみ）、天下地主神（あめのしたとこぬしのかみ）、大国作神（おおくにつくらししかみ） 出雲や出雲大社での神名[20]。

## 祭祀
創建以来、天照大御神の子の天穂日命を祖とする出雲国造家が祭祀を担ってきたとされるが、本来出雲国造家は東出雲の熊野大社の社家であった。現在の宮司は84代国造千家尊祐で、國學院大學を卒業後に太宰府天満宮を経て出雲大社禰宜→権宮司と昇格すると、2002年（平成14年）宮司に就任。翌年、神社本庁より神職身分特級を拝受している。また、宮司の正服の紋様は神社本庁の定める黒綾文輪なし裏同色平絹ではなく、黒綾にご神紋である二重亀甲剣唐花の文様を練り込んだものである。約60年に一度行われている本殿の建て替えに際して、神体が仮殿に遷御された後に、本殿の内部および大屋根が公開されることがある。

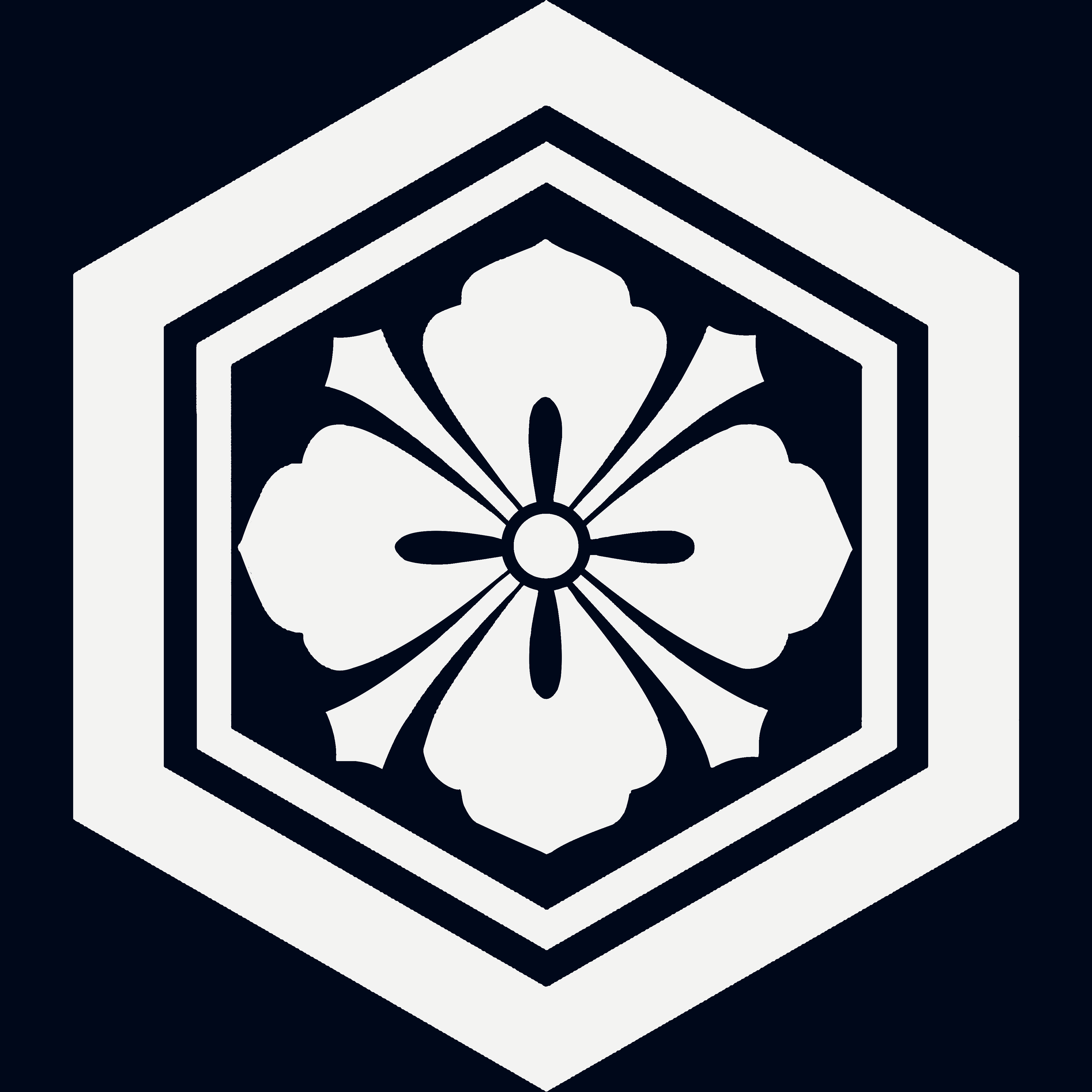
神紋（二重亀甲に剣唐花）

### 天皇親拝
「現在も、皇室の者といえども本殿内までは入れないしきたりを守り続けている」ともされるが、次の通り天皇の出雲大社親拝の記録がある。
- 1947年（昭和22年）11月30日、昭和天皇の戦後巡幸[21]。
- 1965年（昭和40年）5月1日、天皇（昭和天皇）・皇后（香淳皇后）出雲大社親拝[22]
- 2003年（平成15年）10月3日、天皇（明仁上皇）・皇后（美智子上皇后）出雲大社親拝[23]

### 出雲国造家
出雲国造は、天照大御神の第二御子の天穂日命（あめのほひのみこと）の神裔である。
- 第十二代鸕濡渟命（宇迦都久怒）より祭祀以外に出雲国の政治も兼ねる事になる。
- 第十三代襲髄命（野見宿禰）は相撲の祖と称えられる。
- 第十七代宮向国造の時に出雲臣姓を賜る。
- 第二十五代廣嶋国造は『出雲国風土記』を編纂。
- 第三十一代千国国造の時代から、地方政治の面から退き、祭祀のみ携わる事になる。これより国造新任時や遷都時には朝廷へ参向し、天皇の大前にて神賀詞を奏上する。
- 第五十三代孝時国造は後醍醐天皇に神剣一振献上[24]。

### 千家家と北島家
出雲大社の祭祀者である出雲国造家は、南北朝時代の康永年間に千家家と北島家の2家に分裂した。その祭事は幕末までは両家が二分して行っていたが、明治以降は千家家が執り行っている。
千家家（出雲大社教）
1872年（明治5年）に出雲大社宮司の千家尊福が出雲大社崇敬講社を結成。1882年（明治15年）に政府の方針で神職教導職の兼務が認められなくなったため、千家尊福は宮司職を弟の千家尊紀に譲って教化活動に専念。出雲大社教院は出雲大社そのものから分離して教派神道の一つとなった。第二次世界大戦後、神社が国の管理を離れたことから再び出雲大社と密着する形に至った。
北島家（出雲教）
1872年（明治5年）に北島脩孝が千家尊福とともに出雲大社崇敬講社を結成。1882年（明治15年）に出雲教会を設立した。第二次世界大戦後、1952年に宗教法人法に基づく独立した宗教法人出雲教となった。
以上のように大国主大神を主祭神とする宗教団体として、千家家が出雲大社教、北島家が出雲教を主宰している。
1951年（昭和26年）4月に出雲大社と教派神道の宗教法人出雲大社教は一体化され、出雲大社の職員は出雲大社教の職員を兼務し、出雲大社宮司は出雲国造として出雲大社教を総攬し、出雲大社教の教務本庁は出雲大社の教務部として活動している。

## 出雲屋敷地鎮祭
本来は出雲の氏子のみを対象に行っていた祭礼。現在では、他県から訪れるものも、神殿において、地鎮祭の式典が行われ、新築や増築工事に対する地鎮祭が行われる。その地鎮祭を出雲屋敷地鎮祭という。式典後、土地に鎮める「御土」「鎮め物」、また中央、四方、五カ所の柱に貼る御札を頂き、それを五柱御札という。土地や建物の穢れをなくし、鬼門という考え方もいっさいなくなる式典となる。※神語三唱や御神土埋納、四拍手など特殊性がある。出雲屋敷後、年々多少の初穂を献納する出雲年貢を行う地域がある。

## 施設

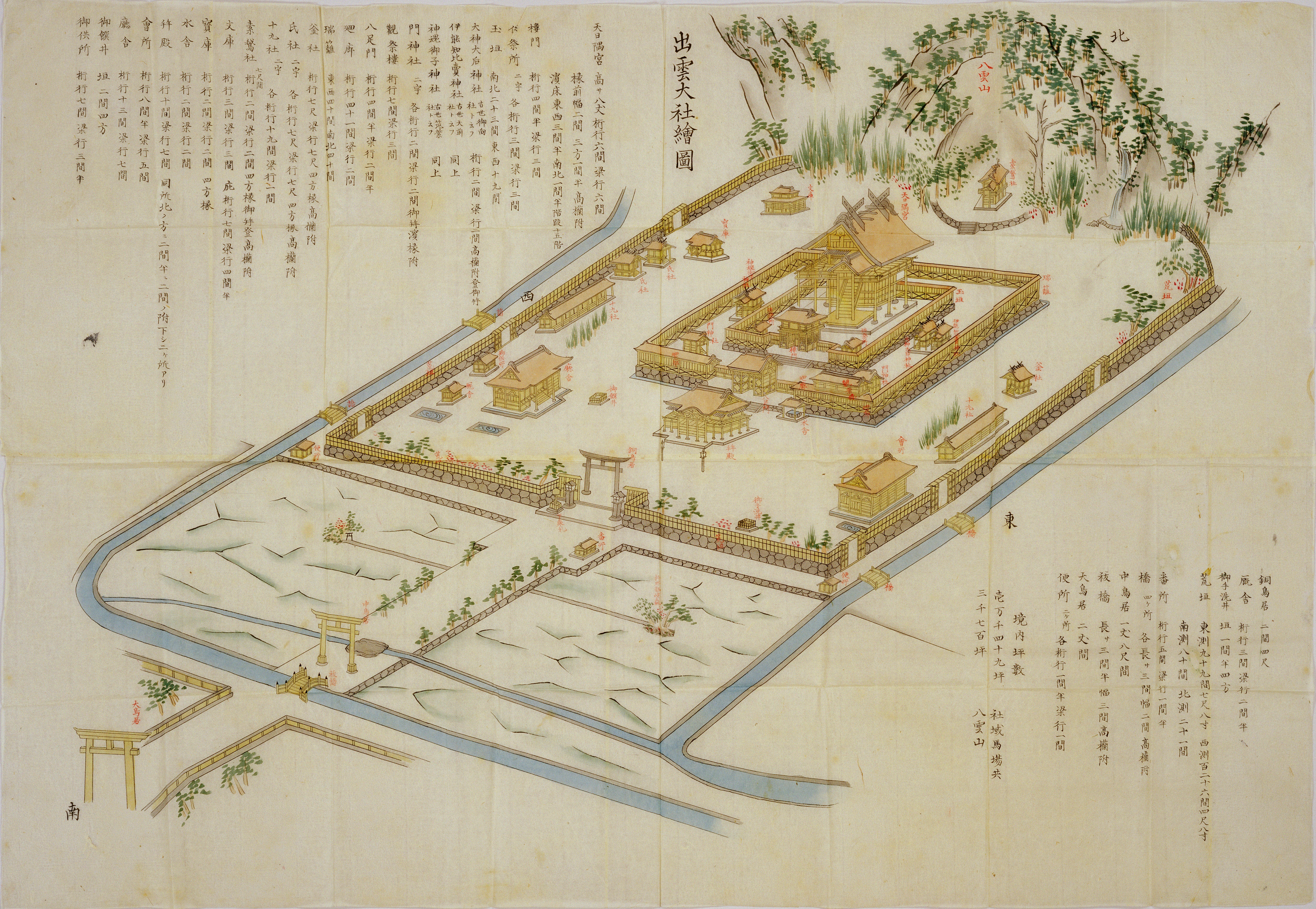
国立公文書館所蔵「出雲大社絵図」（1875年〈明治8年〉ごろ作成）

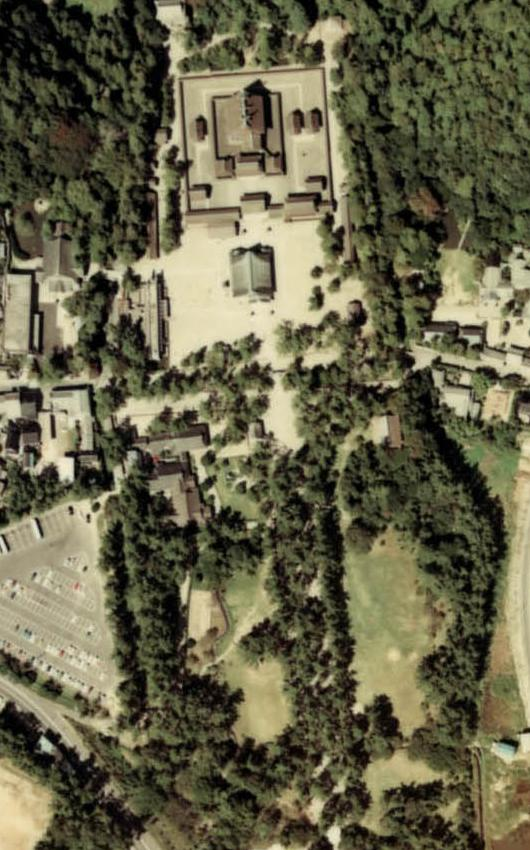

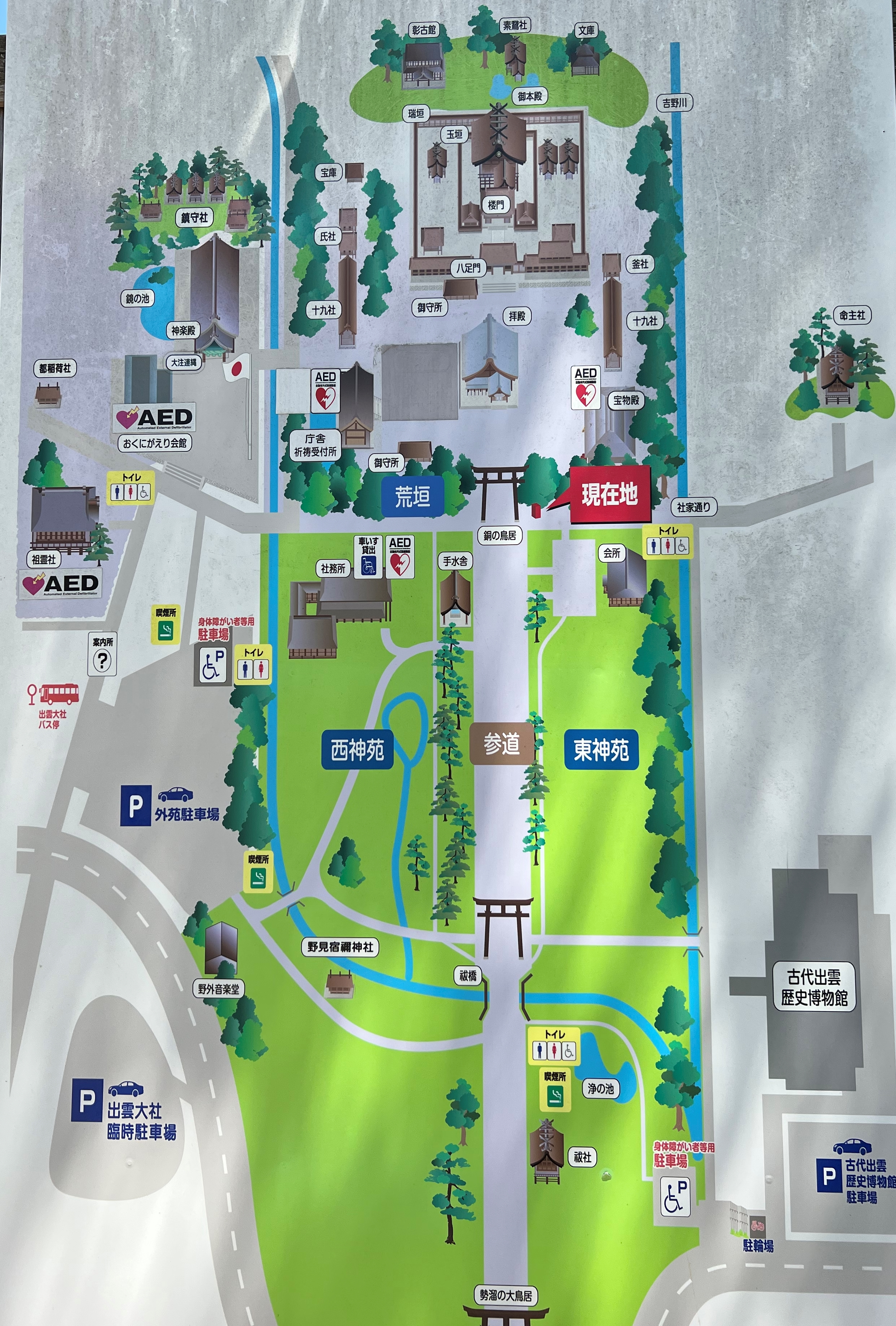
出雲大社境内案内図2022年5月時点

### 本殿
玉垣、瑞垣（廻廊）、荒垣の三重の垣根に厳重に守護されている。本殿内北西には御客座五神（天之御中主神、高御産巣日神、神産巣日神、宇摩志阿斯訶備比古遅神、天之常立神）が祀られている。大国主大神の御神座は本殿内北東にあり、正面である南側ではなく西側を向いている。（なお、本殿瑞垣外ではあるが、本殿の真後ろには、八雲山との間に唯一鎮座する社として、須佐之男命を祀る出雲神社「素鵞社、そがのやしろ。式内社」がある。）この理由には諸説があり、そのうちの1つは寛文6年（1666年）に長州の大名・毛利家が寄進した出雲大社の荒垣入口の銅鳥居に刻まれた銘に、「一を日神といい、二を月神といい、三を素戔嗚というなり。日神とは地神五代の祖天照太神これなり。月神とは月読尊これなり。素戔嗚尊は雲陽の大社の神なり」とあり、出雲大社の祭神がスサノオ尊とされていた時代があり、参拝者は大国主ではなくスサノオ尊を正面から拝むようになっている、とする説である。また、「本殿が古代の高床建物（高床住居や高床倉庫）とほぼ同じ構造になっているため、高床建物における入口と最上席の配置と向きの関係から、御神座は西側を向くことになるため」との説もある。天井には7つの雲の絵が描かれている。現在の本殿は1744年（延享元年）に建てられたもので、高さは8丈（およそ24メートル）と、神社としては破格の大きさである。
本居宣長が『玉勝間』に引いたところによれば、かつての本殿は現状の倍ほどもあり、中古（平安時代）には16丈 (48メートル)、さらに上古（神代の後、平安より前）には32丈（およそ96メートル）であった、という伝承があるとされる。同じ出典にある、「金輪造営図」と併せて想定される姿は大変不思議なもので、空に向かって延びた何本もの柱の上に社が建つというものになる。上古については流石に神話と看做すとしても、16丈あったとすると東大寺大仏殿（当時の伝承によれば十五丈≒45メートル）や平安京大極殿より大きかったということになる。
この説については賛否両論あり、肯定する意見としては、平安時代に源為憲によって作られた『口遊』で数え歌に歌われていることが論拠に挙げられる。これは「雲太、和二、京三＝出雲太郎、大和次郎、京三郎」というもので、「雲太、和二、京三。今案、雲太謂出雲国城築明神神殿。和二謂大和国東大寺大仏殿。京三謂大極殿、八省。」を元にしている。ただし異論として。その後に続く数え歌を考慮すると、高さの順を表したものではなく、神社（神）、寺院（仏）、住宅（人）の順を著しているとの説や、複数の記録により、複数回倒壊していることがわかっていること（『百錬抄』『左経記』『千家家古文書』『中右記』『北島家文書』などの記述によれば、平安中期から鎌倉時代初めまでの約200年間に7度も倒壊している）といった傍証が挙げられている。上古32丈についても、山に建てたものについて、その標高を述べたものと附会すれば、不自然では無いという意見もある。高層建築が必要とされたのは別天津神の祭祀と関係があるとする説もある。一方で、前述したように明確な文献が『玉勝間』と江戸時代まで下ること、証拠とされているものがいずれも傍証にとどまること、32丈説や後述するプロジェクトなどで想定している「山」が、そもそもただの山ではなく神域であり工事が入ることなどめっそうもないといった点が否定要素である。
建築学的な可能性としては、福山敏男と大林組によるプロジェクトにより検討され『古代出雲大社の復元』（学生社、1989年）として出版されている。
2000年（平成12年）、地下祭礼準備室の建設に伴う事前調査に際し、境内からは勾玉などの他、巨大な宇豆柱（1本約1.4mの柱を3本束ねたもの）が発掘された。古代社殿の柱ではと騒がれ、16丈説があたかも確認された事実であるかのごとく報道されることもあった。結局、中世の遺構で現在とほぼ同大平面であり、柱の分析や出土品からも1248年（宝治2年）造営の本殿である可能性が高いと分析されている。ただし発見されたものが古代の本殿ではなくとも、16丈であったことの証明になる可能性があると書かれた教科書や書籍もある。
2017年（平成29年）にリニューアルオープンした展示施設「神祜殿」では、出土した柱や、高い位置にある本殿と地上を長い階段でつないだ古代の姿の想像模型が展示されている。
2008年（平成20年）の「仮殿遷座祭」以降、本殿の屋根等の大改修が行われており、2013年（平成25年）5月には御祭神を仮殿から改修が完了した本殿へ再び遷座する「本殿遷座祭」が行われた（平成の大遷宮）。出雲大社の遷宮は概ね60 - 70年毎に行われている。

### 荒垣内摂社
※「荒垣」とは本殿鎮座地の四囲にめぐらした石垣と塀で、大社ではこの内側をいわゆる「境内」としている。
本殿瑞垣内
- 大神大后神社（御向社、みむかいのやしろ） - 式内名神大社（同社坐大神大后神社）。大国主の正后・須勢理毘賣命を祀る。
- 伊能知比賣神社（天前社、あまさきのやしろ） - 式内社（同社坐伊能知比賣神社）。大国主が亡くなったときに蘇生を行った蚶貝比賣命・蛤貝比賣命を祀る。
- 神魂御子神社（筑紫社、つくしのやしろ） - 式内社（同社坐神魂御子神社）。大国主の妻で宗像三女神の一柱、多紀理毘賣命を祀る。
- 門神社（もんじんのやしろ） - 廻廊八足門内の両側にあって本殿を守護する宇治神（東）・久多美神（西）を祀る。

本殿瑞垣外
- 出雲神社（素鵞社、そがのやしろ） - 式内社。父（または祖先）の須佐之男命を祀る。本殿の真後ろ、八雲山との間に唯一鎮座する社。
- 釜社（かまのやしろ） - 素戔嗚尊の子の宇迦之魂神を祀る。
- 氏社（うじのやしろ） - 2つあって、出雲国造家祖神の天穂日命（北）と17代の祖で出雲氏初代の宮向宿彌（南）を祀る。御神座は本殿のある東を向いて、西を向いた主祭神に対面するようにしつらえてある。
- 十九社（じゅうくしゃ） - 東西に2つあって八百万神（やおよろずのかみ）を祀る。神在祭の際、神々の宿舎となる。

### 荒垣外摂末社
- 神魂伊能知奴志神社（命主社、いのちぬしのやしろ） - 式内社。神産巣日神を祀る。（出雲市大社町杵築東182）
- 阿須伎神社（阿式社、あじきのやしろ） - 式内社。子の阿遅鉏高日子根神を祀る。（出雲市大社町遥堪1473）
- 大穴持御子神社（三歳社、みとせのやしろ） - 式内社。子の事代主神・高比賣命（古事記では下照比賣命）と素戔嗚尊の孫の御年神を祀る。（出雲市大社町杵築東）
- 大穴持御子玉江神社（乙見社、おとみのやしろ） - 式内社。子の下照比賣命を祀る。（出雲市大社町修理免字向地920）
- 大穴持伊那西波岐神社（いなせはぎのかみのやしろ） - 式内社。天穂日命の子で、国譲りの際に事代主のもとに使者として向かった稻背脛命（いなせはぎのみこと）を主祭神とし、白兔神を配祀する。（出雲市大社町鷺浦102）
- 上宮（かみのみや） - 素戔嗚尊・八百萬神を祀る。神在祭の際、神々の会議所となる。（出雲市大社町杵築北）
- 下宮（しものみや） - 天照大御神を祀る。（出雲市大社町杵築北）
- 出雲井社（いずもいのやしろ） - 岐神（ふなどのかみ）を祀る。（出雲市大社町修理免）
- 因佐神社（いなさのかみのやしろ） - 建御雷神を祀る。（出雲市大社町杵築3008）
- 湊社（みなとのやしろ） - 櫛八玉神を祀る。（出雲市大社町中荒木）
- 大歳社（おおとしのやしろ） - 素戔嗚尊の子の大歳神を祀る。（出雲市大社町杵築北）
- 祓社（はらえのやしろ） - 祓戸四柱神を祀る。参道大鳥居の東側にあり参拝者が前もって身心を祓い清める社。（出雲市大社町杵築東195）
- 野見宿禰神社（のみのすくねじんじゃ） - 参道大鳥居の西側、神苑相撲場の北西にあり相撲の始祖野見宿禰命（第13代出雲國造 襲髄命 (かねすねのみこと)）を祀る。

### 拝殿
- 先代の建物は室町時代の1519年（永正16年）に尼子経久が造営。名工の坪井大隅守が華、青龍、松竹梅などで豪華絢爛に仕上げ、高く評価されていた。1953年（昭和28年）5月27日午前1時ごろ、本殿が72年ぶりの正遷宮奉祝期間中に鑽火殿（さんかでん）から出火、拝殿まで類焼し、姿は消えてしまった[37]。原因は鑽火殿で餅をつき終わって酒を飲んでいたことから、残り火の不始末だった[37]。
- 日本全国の崇敬者から寄付金1億円を集めて、復興事業が行われた。高松宮宣仁親王を総裁として、設計を担当したのは神社建築学の福山敏男博士（前述の古代本殿の研究を参照）で、1959年（昭和34年）に完成した[38]。

### 庁舎
- 江戸時代の初期建築だったが、上記の1953年（昭和28年）5月27日の火災で延焼し、拝殿とともに姿は消えてしまった[37]。再建工事は、建築家菊竹清訓により1961年（昭和36年）11月に着工され、1963年（昭和38年）5月に竣工。この年の第15回日本建築学会賞を受賞した[39]。
- その後、コンクリートの亀裂など老朽化が進み、安全上問題があるとして建て替えになることが決まった[40]。この決定に対しては2016年（平成28年）3月に日本建築学会など4団体が保存を求める要望書を提出[41]。同年9月にはUNESCOの諮問機関である国際記念物遺跡会議の20世紀遺産国際学術委員会が庁舎に対して危機遺産警告を出し、建て替え計画の中止と、修繕や保存の検討を行うよう要望するなど[42]波紋が広がった。庁舎保存を求める建築家らに対し、「コンクリート本体と金属部の劣化が進み、安全性を確保できない」として建替計画が通り、大遷宮事業が終わる2018年（平成30年）度末までに新しい庁舎を立てる方針[43][44]。

### 神楽殿

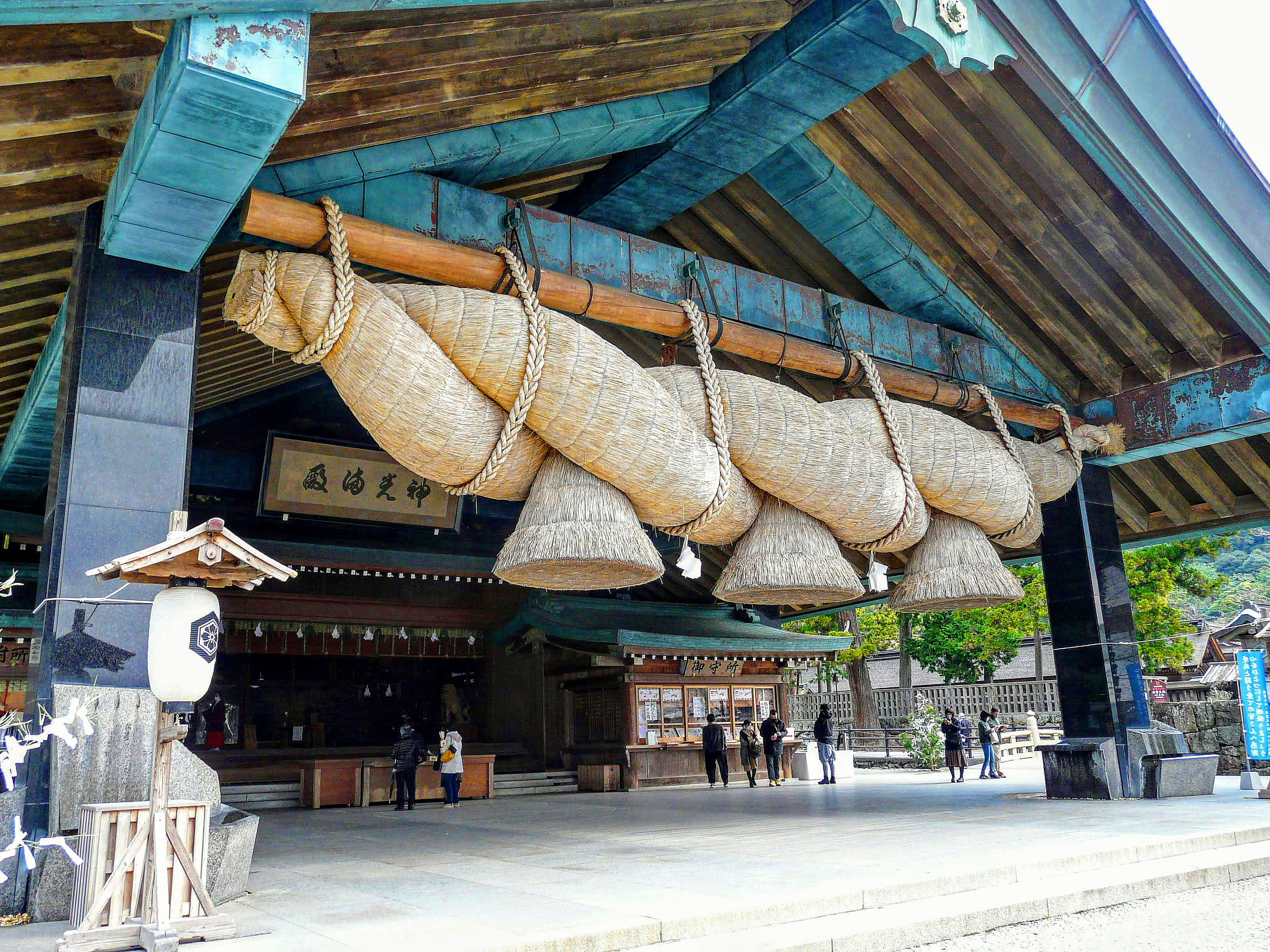
神楽殿大注連縄

- 拝殿の西側、荒垣外に位置する神楽殿（かぐらでん）は1879年（明治12年）の出雲大社教創始の際に、本殿とは別に大国主大神を祀ったことに由来する。正面破風下に張られた大注連縄は隣町の飯南町[45]で作られ、長さ約13メートル、重さ5.2トンにおよび、この大注連縄は数年に1度、新しい注連縄へクレーン車を使用し1日がかりで懸け替えられる。神楽殿では婚礼なども執り行われている。現在の神楽殿は、1981年（昭和56年）に出雲大社教が特立100年を迎えた折、規模を拡張して建て替えられた。その大広間は270畳の広さを誇り、神社建築にはめずらしく正面破風の装飾にステンドグラスが使用されている[46]。
- 神楽殿から向かって右手にある「おくにがえり（出雲大社教では出雲大社に参拝することを「おくにがえり」と称す）会館」では、出雲大社の信仰を広める布教機関として組織された出雲大社教を総括する出雲大社教教務本庁がある他、2階には結婚式場が設けられている[47]。
- 国旗掲揚台 - 神楽殿南側には高さ47メートルの国旗掲揚台があり、日本国内で最大（揚げられる国旗は75畳 [縦8.7メートル、横13.6メートル、重量約50キログラム]）の日章旗が掲げられる[46]。通常は朝掲揚され夕方に奉降されるが悪天候時にはこれを行わない場合がある。なお、NHKのクロージングで放映されている日章旗は当社のものであると言われることがあるが、誤解である（正しくは東京都渋谷区にあるNHK放送センター正面玄関前のもの）[48]。
- 「一月一日」歌碑 - 神楽殿東側には唱歌「一月一日」の歌碑が建っている（同唱歌を作詞した千家尊福は出雲大社第80代出雲国造である）。

### その他
- 出雲大社教の千家国造館
- 出雲教の北島国造館
- 最近では境内の比較的目立たないところに兎のオブジェが設置され続けており、新たなウサギを探すこともリピート時の楽しみの一つとなっている[49]。

## 文化財

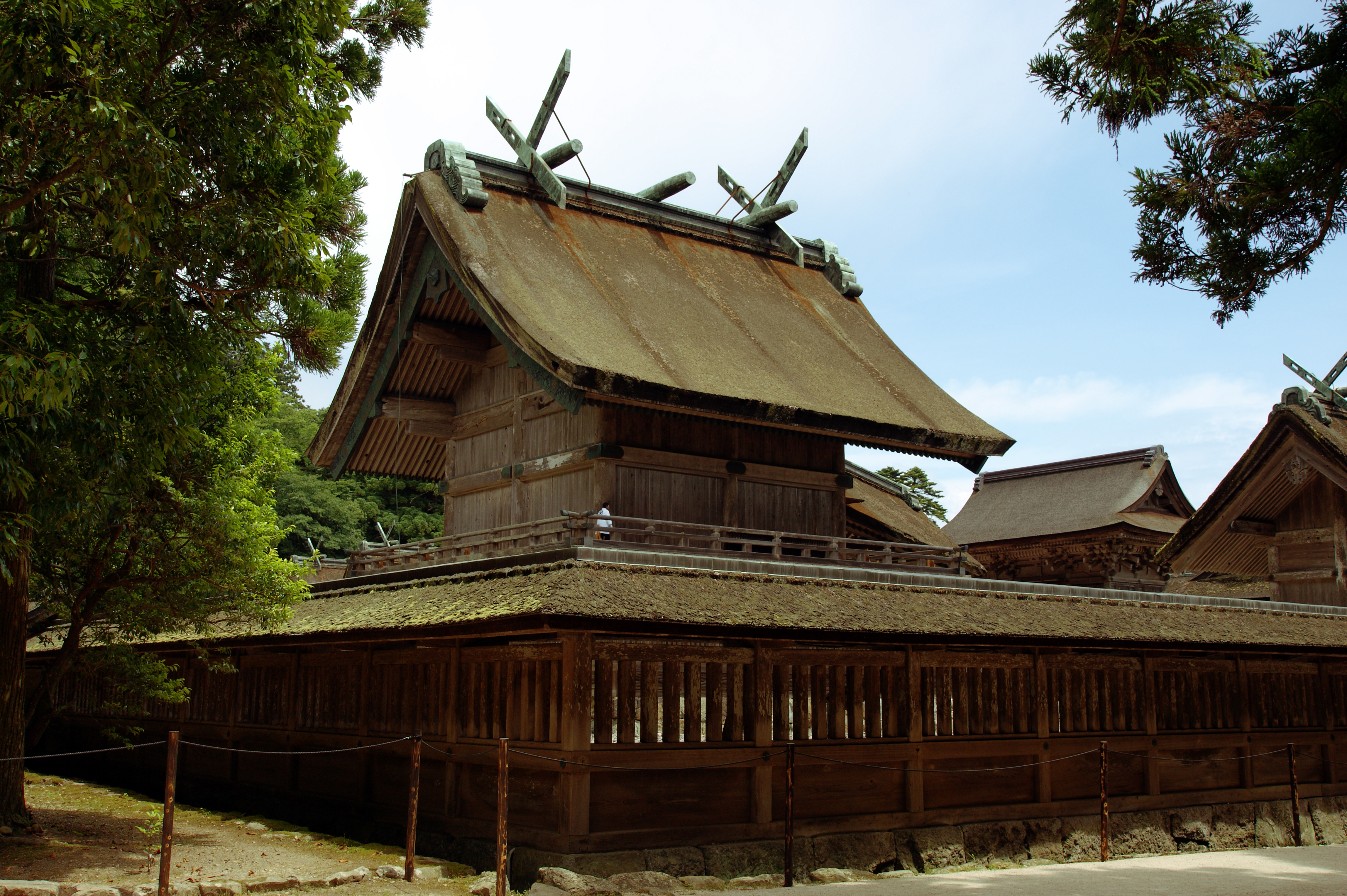
本殿（国宝）

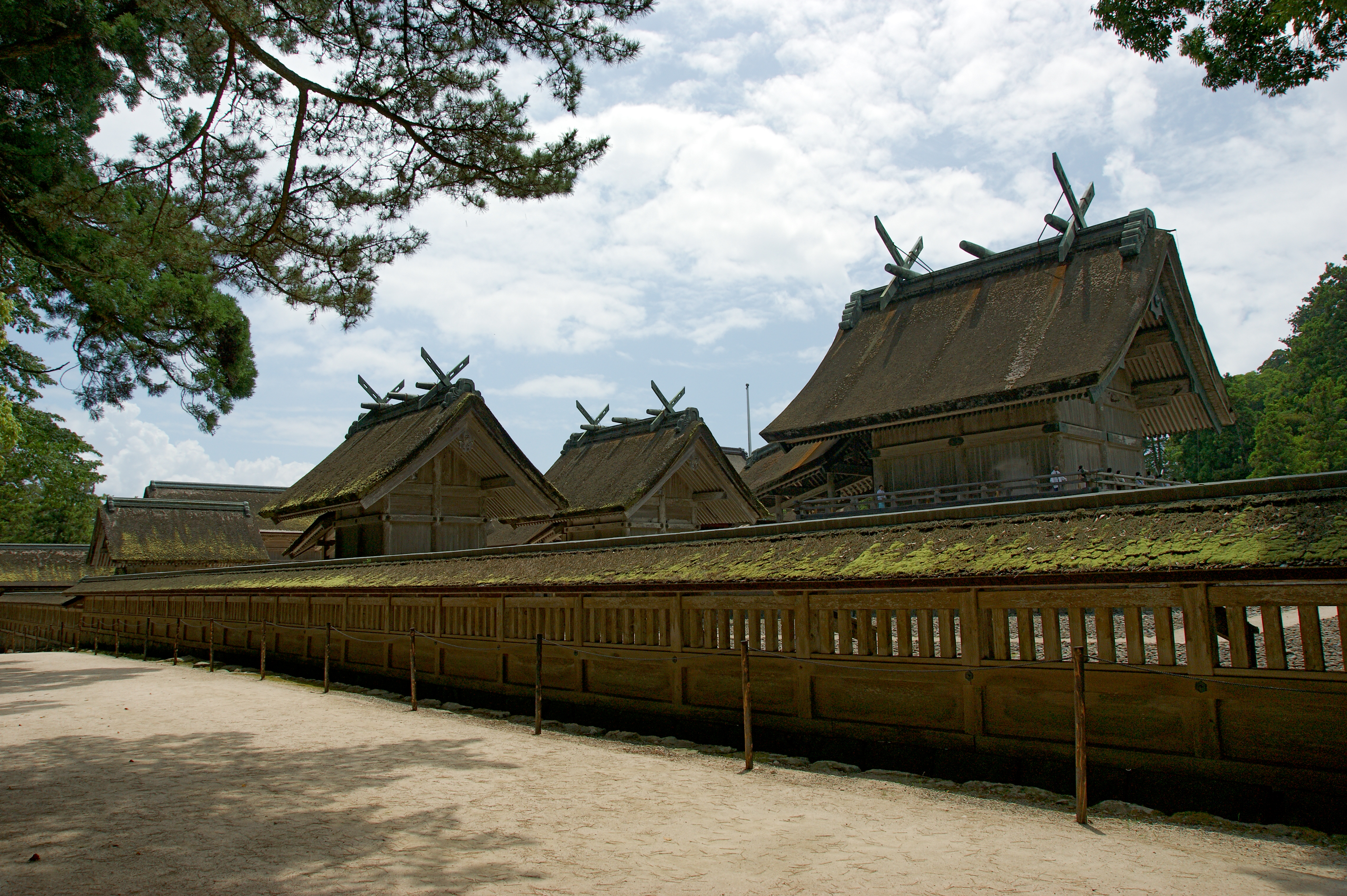
社殿群を北東より望む。高い建物は本殿。手前の切妻造社殿は向かって左が摂社神魂伊能知比売神社本殿、右が摂社大神大后神社本殿

出雲大社の文化財一覧。

### 国宝
- 出雲大社本殿（附 内殿1基、棟礼1枚）（建造物） - 江戸時代、1744年（延享元年）の造営。1900年（明治33年）4月7日に国の重要文化財（当時の特別保護建造物）に指定。1952年（昭和27年）3月29日に文化財保護法に基づく国宝に指定。
- 秋野鹿蒔絵手箱 1合（工芸品） - 鎌倉時代初期の作。1952年（昭和27年）3月29日指定。

### 重要文化財（国指定）
- 出雲大社 21棟1基（建造物） - 2004年（平成16年）7月6日指定。次の社殿21棟および鳥居1基を一括指定。
  - 楼門
  - 神饌所 2棟
  - 玉垣
  - 摂社大神大后（おおかみおおきさき）神社本殿
  - 摂社神魂御子（かみむすびみこ）神社本殿
  - 摂社神魂伊能知比売（かみむすびいのちひめ）神社本殿
  - 摂社門神社本殿 2棟
  - 八足門（やつあしもん） - 蛙股の「瑞獣」や流麗な「流水文」などの彫刻は左甚五郎の作と伝えられる。
  - 観祭楼および廻廊
  - 西廻廊
  - 瑞垣
  - 摂社素鵞（そが）社本殿
  - 摂社氏社本殿 2棟
  - 末社釜社本殿
  - 末社十九社本殿 2棟
  - 宝庫
  - 会所
  - 銅鳥居 -1666年（寛文6年）の長州藩第3代藩主毛利綱広の寄進。
- 赤絲威肩白鎧（兜・大袖付）（工芸品） - 室町時代、応仁・文明ごろの作。1953年（昭和28年）3月31日指定。
- 太刀 銘光忠（附 糸巻太刀拵） - 鎌倉時代中期の作、豊臣秀頼の寄進。1909年（明治42年）9月21日指定。
- 紙本墨書後醍醐天皇宸翰宝剣代綸旨（三月十七日）（古文書） - 鎌倉時代、1333年（元弘3年）か。1935年（昭和10年）4月30日指定。
- 紙本墨書後醍醐天皇王道再興綸旨（元弘三年三月十四日）（古文書） - 鎌倉時代、1333年（元弘3年）。1935年（昭和10年）4月30日指定。
- 紙本墨書宝治二年遷宮儀式注進状（建長元年六月）（古文書） - 鎌倉時代、1249年（宝治2年）。1935年（昭和10年）4月30日指定。
- 銅戈1口、硬玉勾玉1顆 神魂伊能知奴志神社境内出土（考古資料） - 弥生時代。1953年（昭和28年）2月14日指定。
- 島根県出雲大社境内遺跡（旧本殿跡）出土品（柱根6点、礎板1点、鉄製品38点（手斧、釘、鎹など）、土器25点）（考古資料） - 2010年（平成22年）6月29日指定。

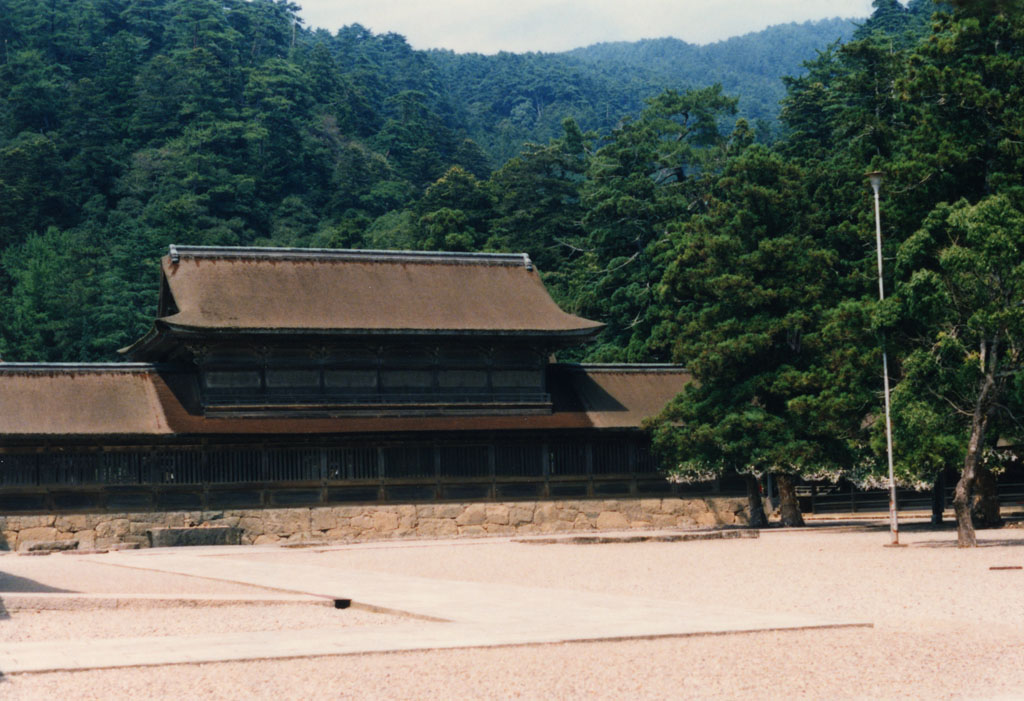
観祭楼と廻廊
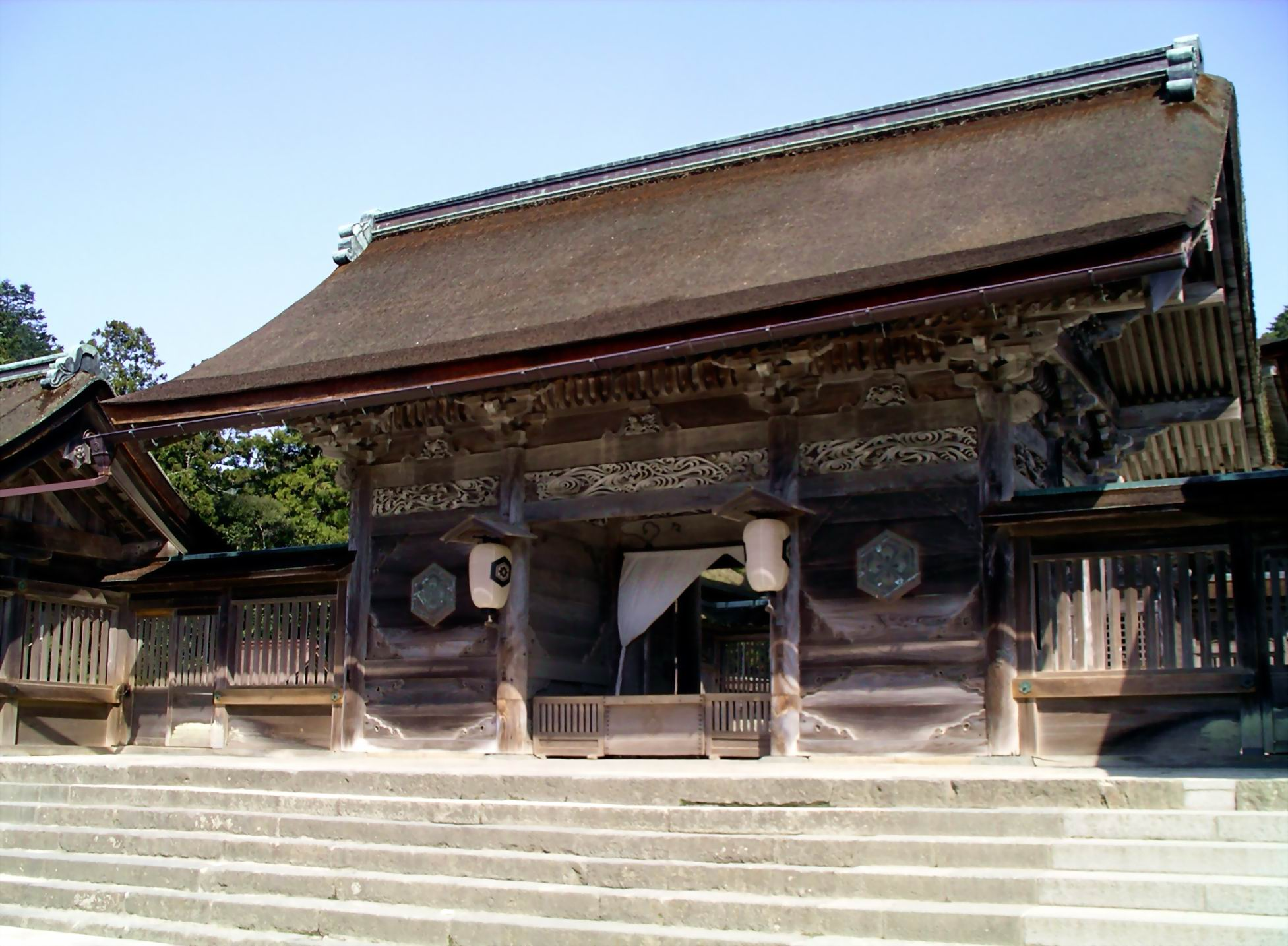
八脚門
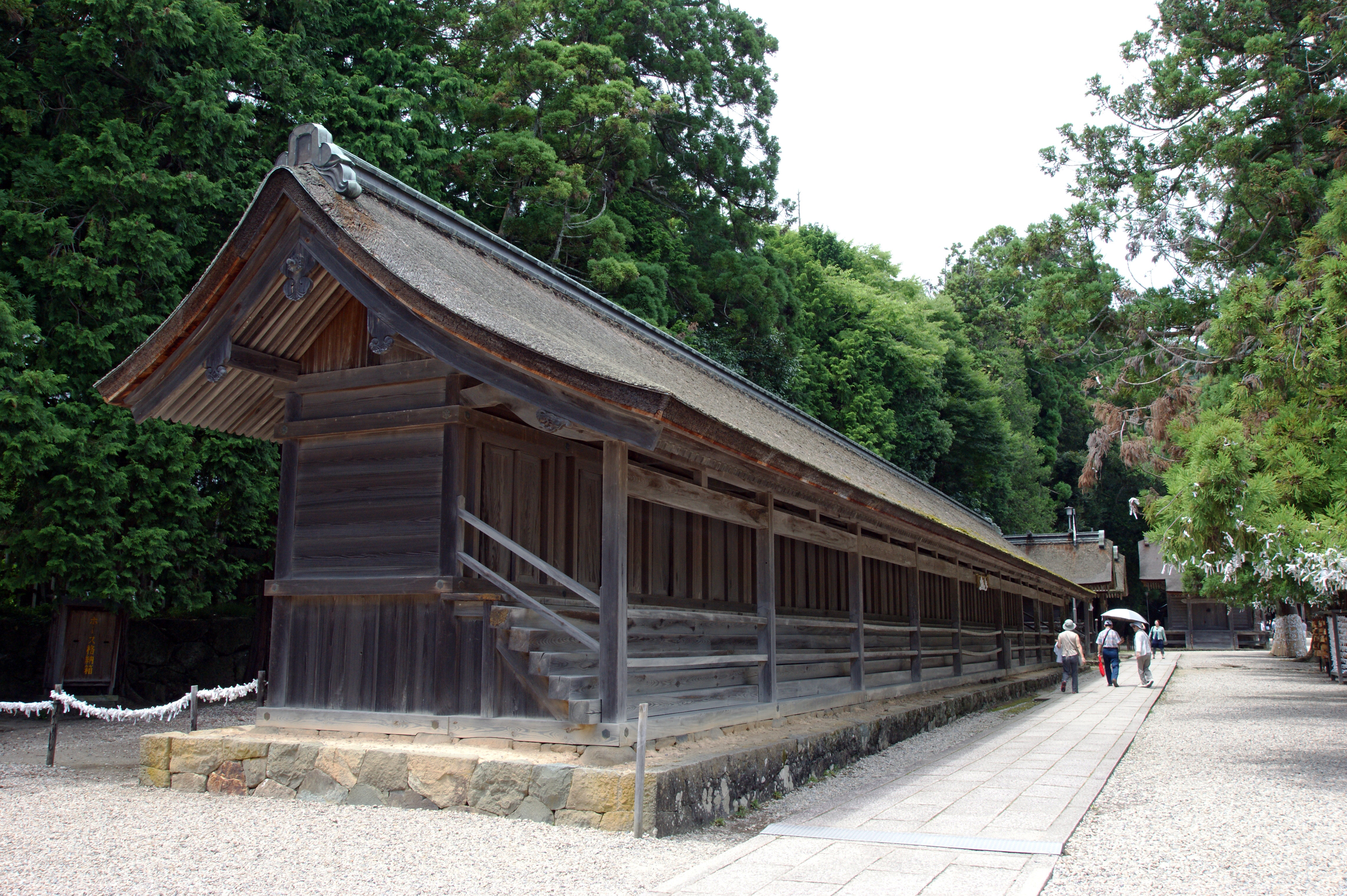
西十九社
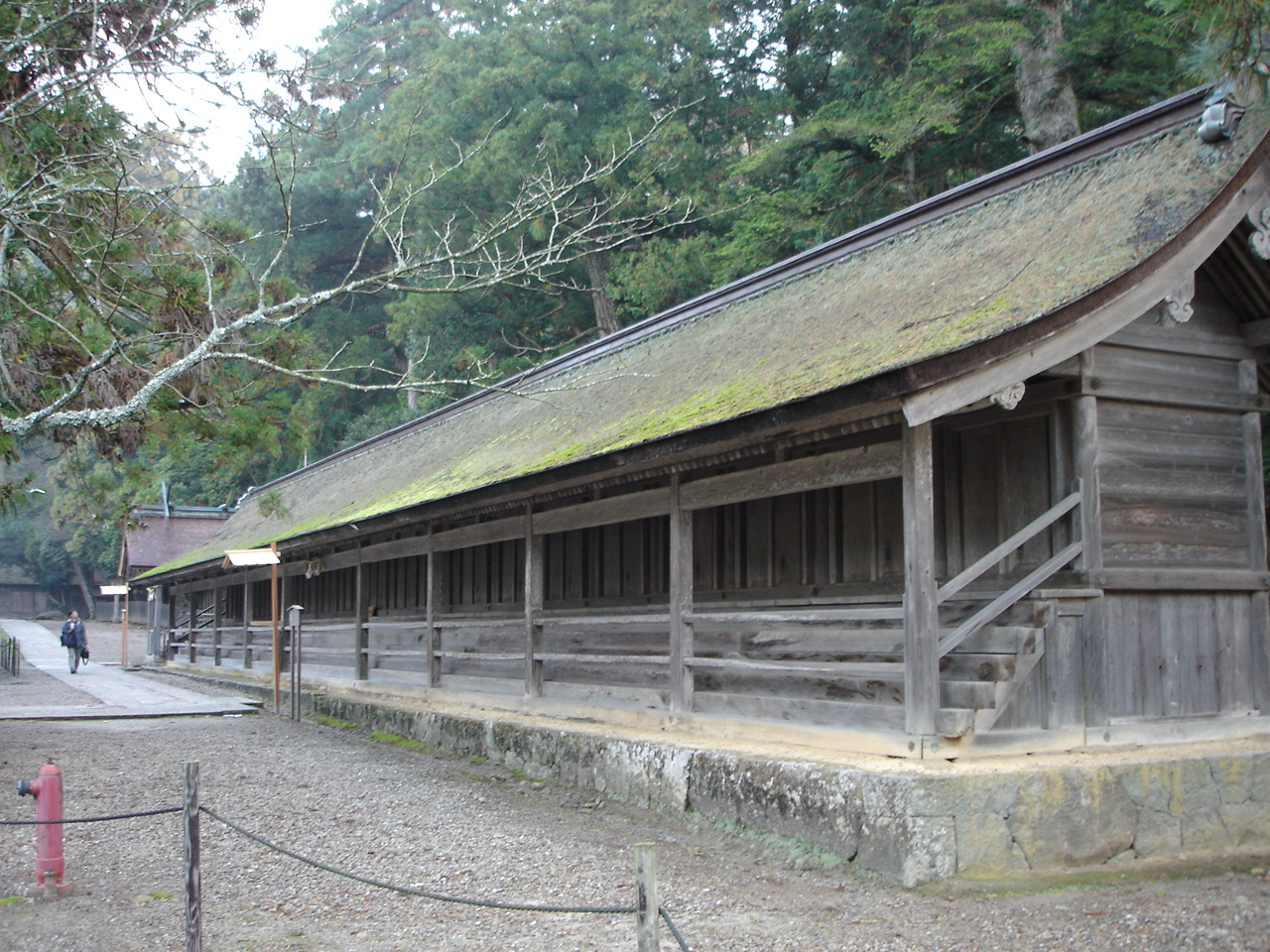
東十九社
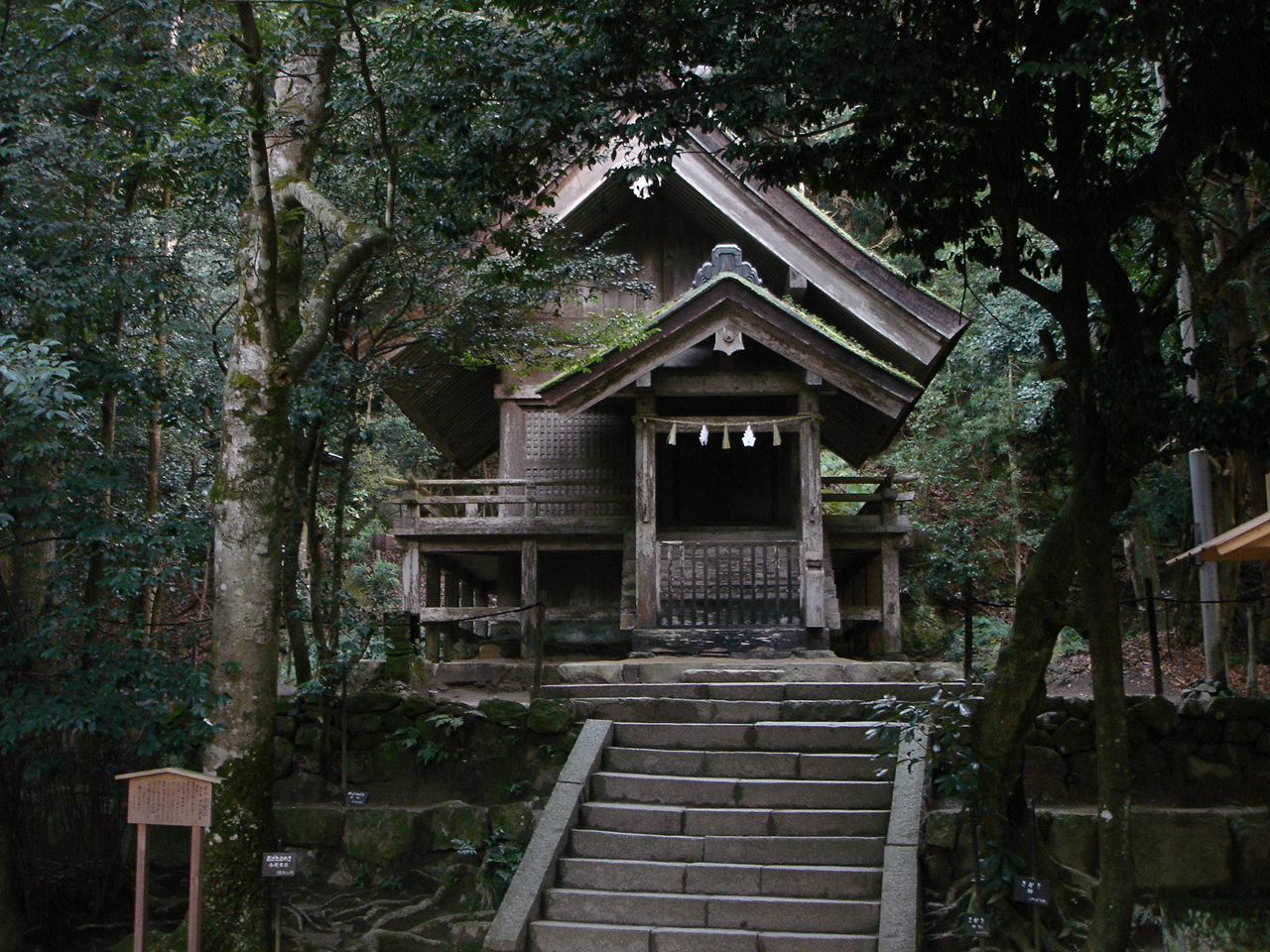
素鵞社
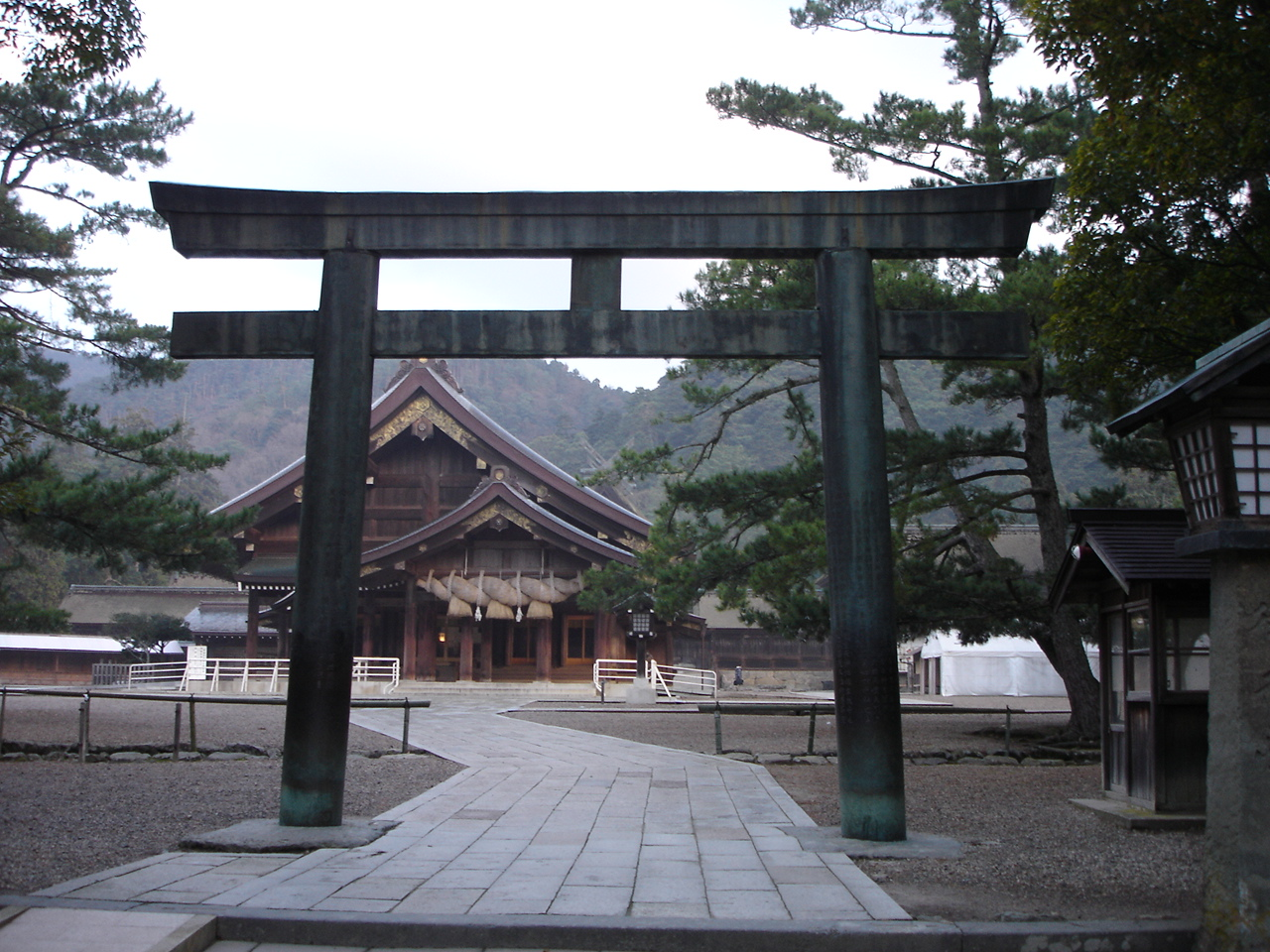
銅鳥居

### 重要美術品（国認定）
- 銅製鰐口（工芸品） - 慶長14年銘（1609年）。1942年（昭和17年）12月16日認定。

### 選択無形民俗文化財（国選択）
- 出雲の火鑚習俗 - 1975年（昭和50年）12月8日選択。

### 島根県指定文化財
- 有形文化財
  - 出雲大社境外社 6棟（建造物） - 2010年（平成22年）4月16日指定。
    - 神魂伊能知奴志神社本殿
    - 大穴持御子玉江神社本殿
    - 大穴持御子神社本殿
    - 上宮本殿
    - 上宮拝殿
    - 出雲井神社本殿

  - 紙本金地著色舞楽図 6曲1双（絵画） - 1972年（昭和47年）3月31日指定。
  - 鉄砲 清堯作（附 銃箱）（工芸品） - 江戸時代、1612年（慶長17年）の作・寄進。1963年（昭和38年）7月2日指定。
  - 杵築大社舞楽用具 101点（工芸品） - 江戸時代。1974年（昭和49年）12月27日指定。
  - 二重亀甲剣花菱紋蒔絵文台、硯箱 2具（附 外箱1合）（工芸品） - 江戸時代、1667年（寛文7年）の第4代将軍徳川家綱の寄進。1978年（昭和53年）5月19日指定。
    - 内訳：甲州硯2面、金紋入黒塗軸笠付筆3本、金紋入黒塗軸墨さし2本、金紋入黒塗軸刀子1本、紋入黒塗軸錐1本、亀甲紋形金銅水滴座金1箇

  - 紙本墨書出雲大社文書 237通36冊4帖（古文書） - 1164年（長寛2年）から明治にかけての文書。1975年（昭和50年）8月12日指定。

### 出雲市指定文化財
- 史跡
  - 出雲大社参道の松並木 - 1985年（昭和60年）3月6日指定。
- 天然記念物
  - 命主社のムクノキの大樹 - 1991年（平成3年）3月19日指定。

### 国の登録有形文化財
- 彰古館 - 2015年（平成27年）11月27日登録[51]。
- 宇迦橋大鳥居 - 2015年（平成27年）11月27日登録[51]。

### 関連文化財
- 出雲大社并神郷図（絹本著色） - 国の重要文化財（古文書）。個人所有。鎌倉時代。1972年（昭和47年）5月30日指定。

## 祭事
- 1月
  - 元旦 - 大饌祭（大御饌祭）
  - 3日 - 福迎祭
  - 5日 - 説教始祭
  - 旧暦元旦 - 福神祭
  - 旧暦1月28日 - 杓子祭
- 2月17日 - 祈穀祭
- 4月1日 - 教祖祭
- 5月
  - 14日 - 例祭（大祭礼） 勅使参向 この祭りにのみ神職は正服を着装し奉仕する
  - 15日 - 例祭（大祭礼） 二之祭
  - 16日 - 例祭（大祭礼） 三之祭
- 6月1日 - 凉殿祭（真菰神事）
- 8月
  - 6-9日 - 出雲大社教大祭
  - 14日 - 神幸祭（身逃神事）
  - 15日 - 爪剥祭
- 旧暦10月
  - 10日 - 神迎祭
  - 11日 - 17日 - 神在祭（御忌祭）
- 11月23日 - 献穀祭・古伝新嘗祭
- 12月
  - 15日 - 謝恩祭・勧農祭
  - 20日 - 御煤払
  - 23日 - 天長節祭
  - 31日 - 大祓・除夜祭

出雲大社の最大の特徴として日供祭が挙げられる。日供祭は通常どの神社でも朝と夕に神に食事を差し上げる祭りを行うが、出雲大社では毎日宮司が自らこれを行う建前である。大概の神社では当番で1人にて奉仕するものであるが、出雲大社ではあくまでも大国主命のお祭りは天穂日命が行うという神代よりの掟に従い、宮司が7、8人の神職を従えて奉仕するのが基本である。ただし実際には、しばしば代理の神職により奉仕される。
出雲大社には琴板（こといた）という楽がある。杉板製で、長さ約79センチ、幅約24センチの箱型を呈するもので、裏側に約11センチの穴があいている。弦は張ってなく、約71センチの柳の枝の撥で打って演奏する。的射祭、古伝新嘗祭、国造百番舞、国造三番舞で奏でられる。タマフリ、タマシズメの意味などがあるという。非常に原始的な古い楽器で重要である。
祭事では、出雲笛（いずもぶえ）を用いる。献饌時には「フルヘユラトフルヘ」と吹くが、これは「布瑠倍由良止布瑠倍」であり、十種神宝に由来する。出雲笛は竹製桜皮巻の横笛で、出雲地方で作られ、実に神秘的な音色を奏でる。

## 出雲大社に関する古典抄録
- 天地の初発－修理固成、美斗能麻具波比、禊祓、三貴子、大国主大神の御神系（『古事記』上）。
- 御神名（『日本書紀』神代上）。
- 御修練－手間山焼石の御難、如矢の御難、蛇の室の御試練、大野の鏑矢の御試練、八田間の大室屋の御試練（『古事記』上）。
- 幸魂奇魂（『日本書紀』神代上）。
- 国土経営の大業－国つくりの大任、八十神を平け給ふ（『古事記』上）。成れる所・成らざる所（『日本書紀』神代上）。国づくり（『古事記』上、『出雲国風土記』出雲神戸の条、『播磨国風土記』上鴨里の条並びに米更岡の条、『万葉集』三五五並びに一二四七）。療病・禁厭の法を定め給ふ（『日本書紀』神代上、『古語拾遺』）。温泉を創め給ふ（『伊予国風土記』）。酒をつくり給う（『播磨国風土記』）。
- 国避りと幽政の主宰（『古語拾遺』）。
- 大宮の創建（『出雲国風土記』）。
- 出雲国造神賀詞（『延喜式』）[54]。

## 交通
- 最寄駅：一畑電車大社線・出雲大社前駅
- 西日本旅客鉄道（JR西日本）出雲市駅から一畑バス出雲大社連絡所行または日御碕行
2017年（平成29年）4月時点で最寄りの停留所には正門南側にある「正門前」（JR出雲市駅からの運賃は大人500円）とその1つ先の神楽殿西側にある「出雲大社連絡所」（JR出雲市駅からの運賃は大人520円）がある。標準所要時間はゆめタウン出雲前経由便がJR出雲市駅から出雲大社連絡所バス停まで約36分、イオンモール出雲前経由便が約27分。島根ワイナリー経由便を除く全ての便が大鳥居の下をバスが通過する。
- 一畑電車・電鉄出雲市駅から出雲大社前駅まで川跡駅乗換で24分（運賃は大人490円）。休日は一部直通便もあり。
- 2012年（平成24年）4月1日から、一畑バスとJRバス中国の運行する夜行高速バス「スサノオ号」が東京駅、渋谷から出雲大社までの運行を開始した。
- かつては徒歩15分の位置にJR大社駅が存在していたが、1990年（平成2年）のJR大社線廃止により廃駅となった（ただし、ホームや駅の掲示など全て当時のまま残されている）。

## ギャラリー

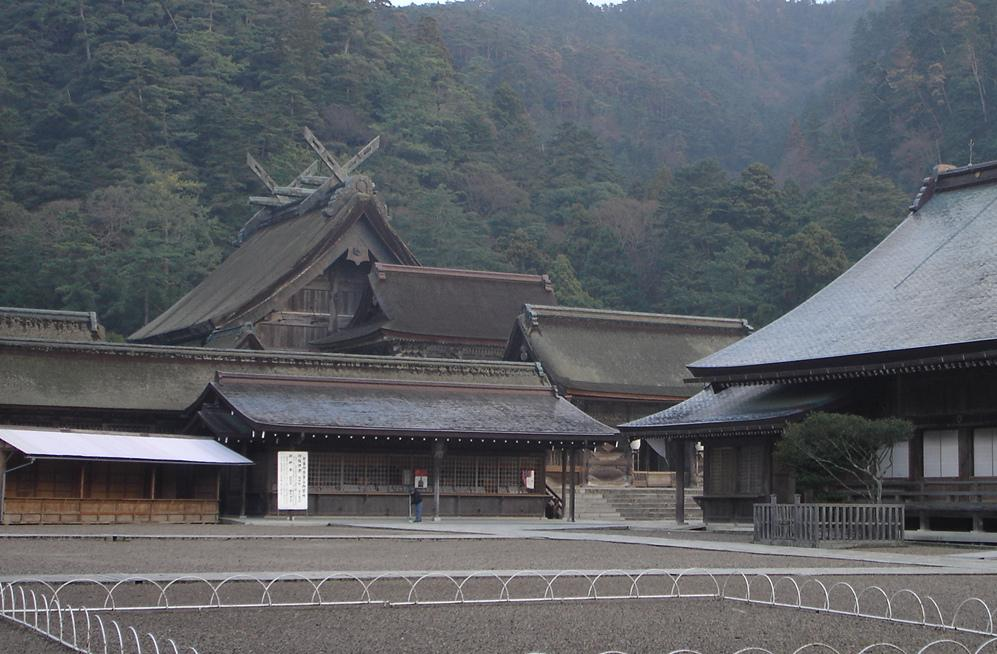
本殿
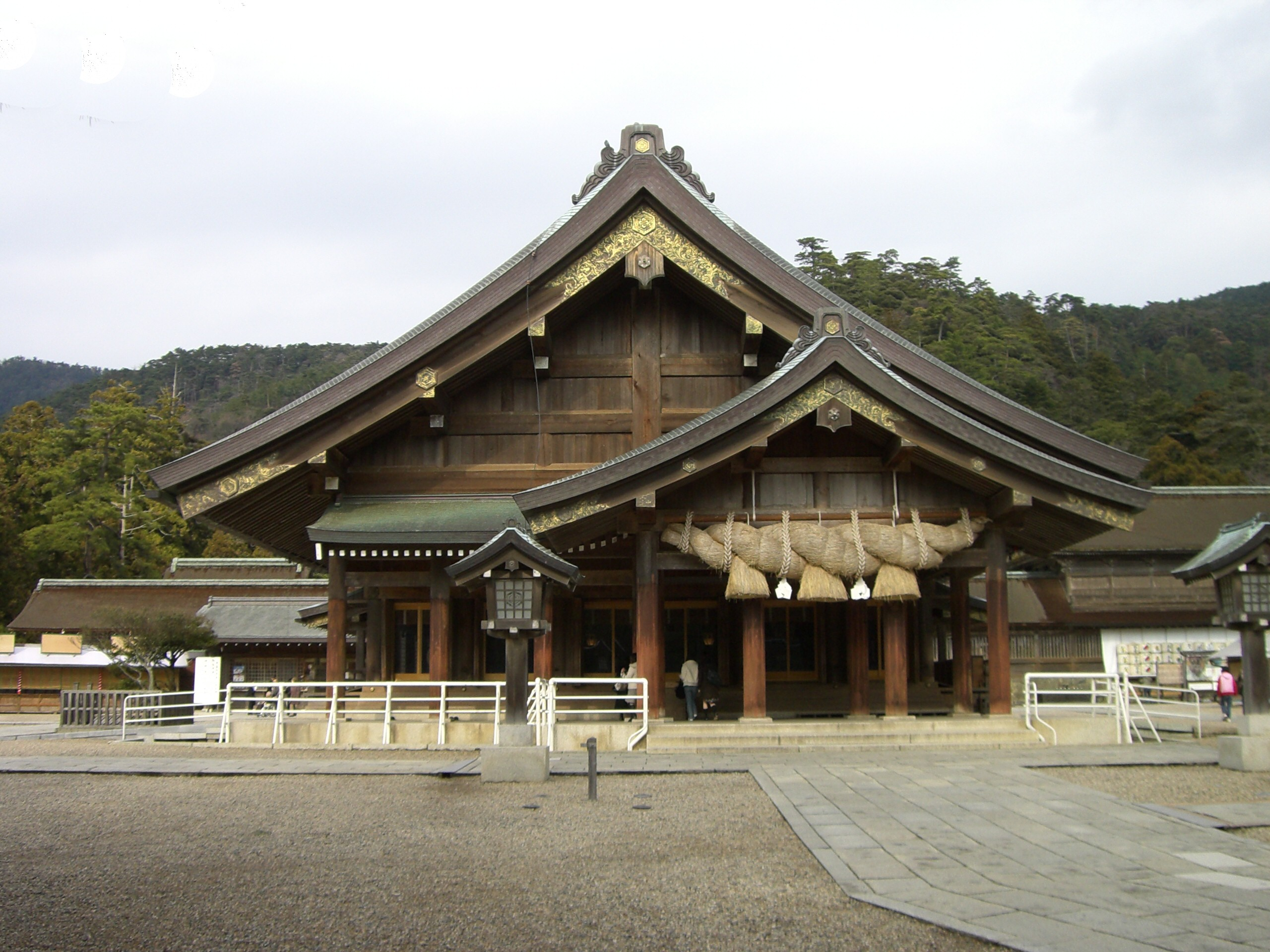
拝殿
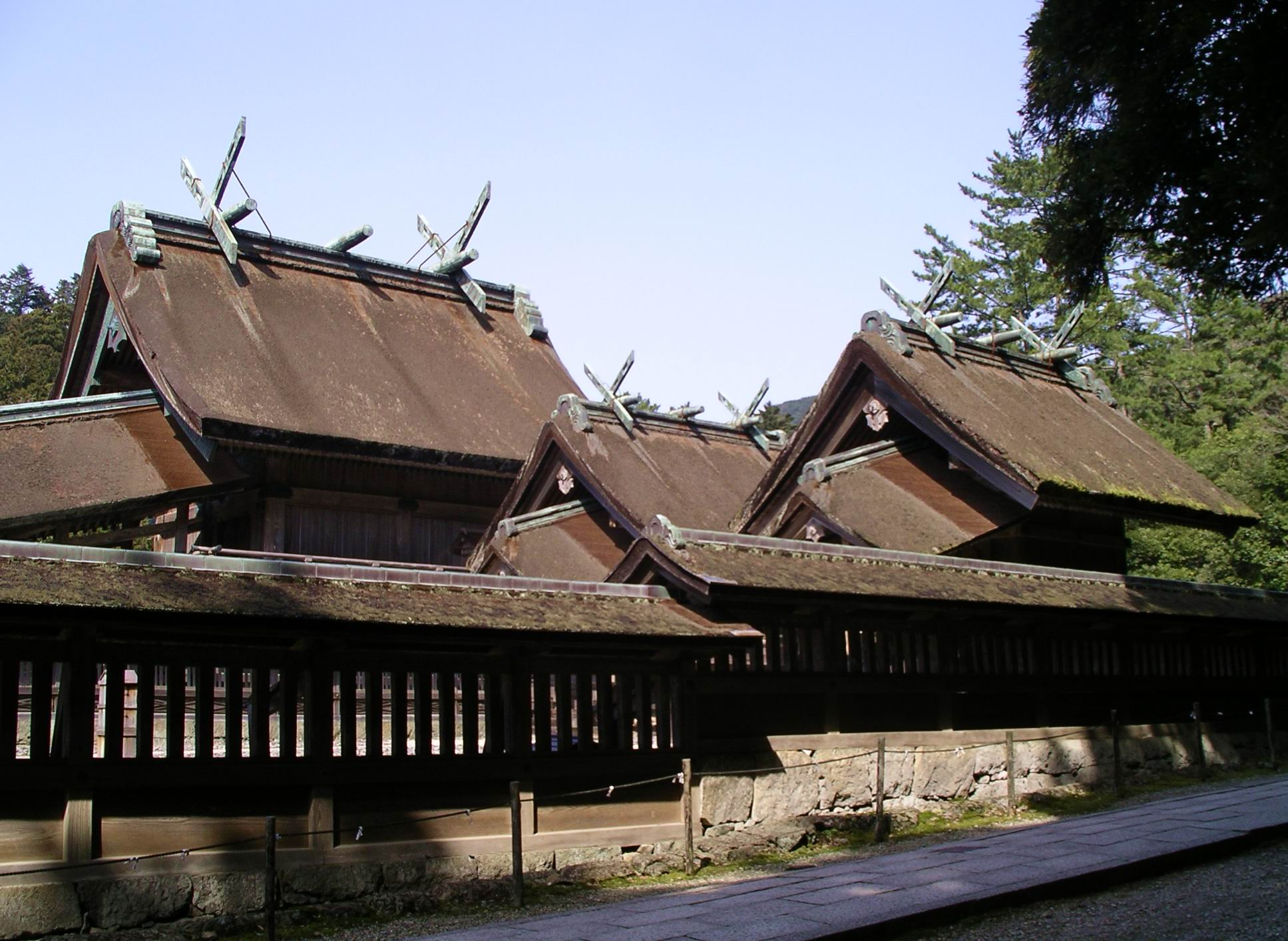
東端垣から天前社・御向社・本殿を望む。
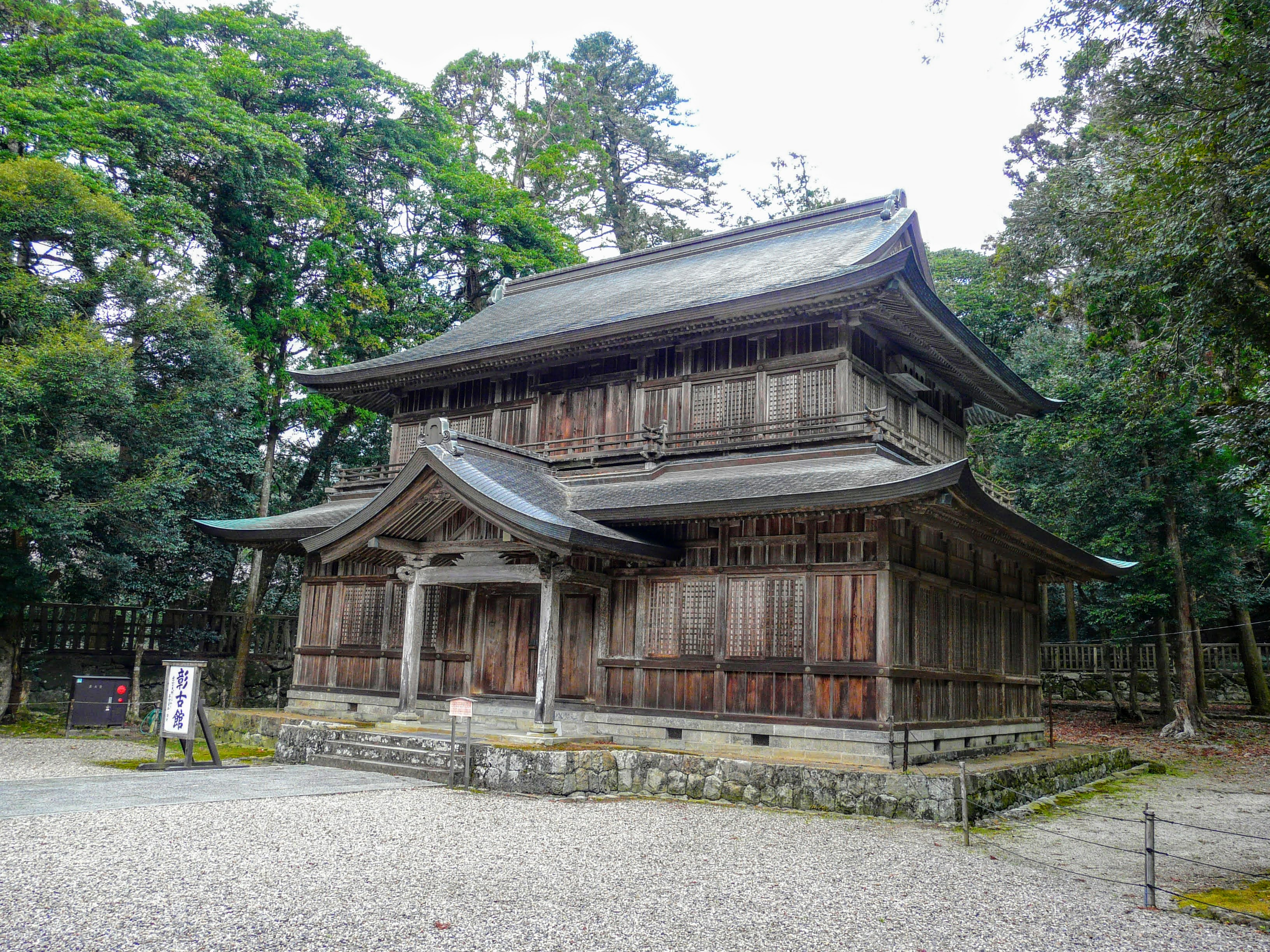
彰古館
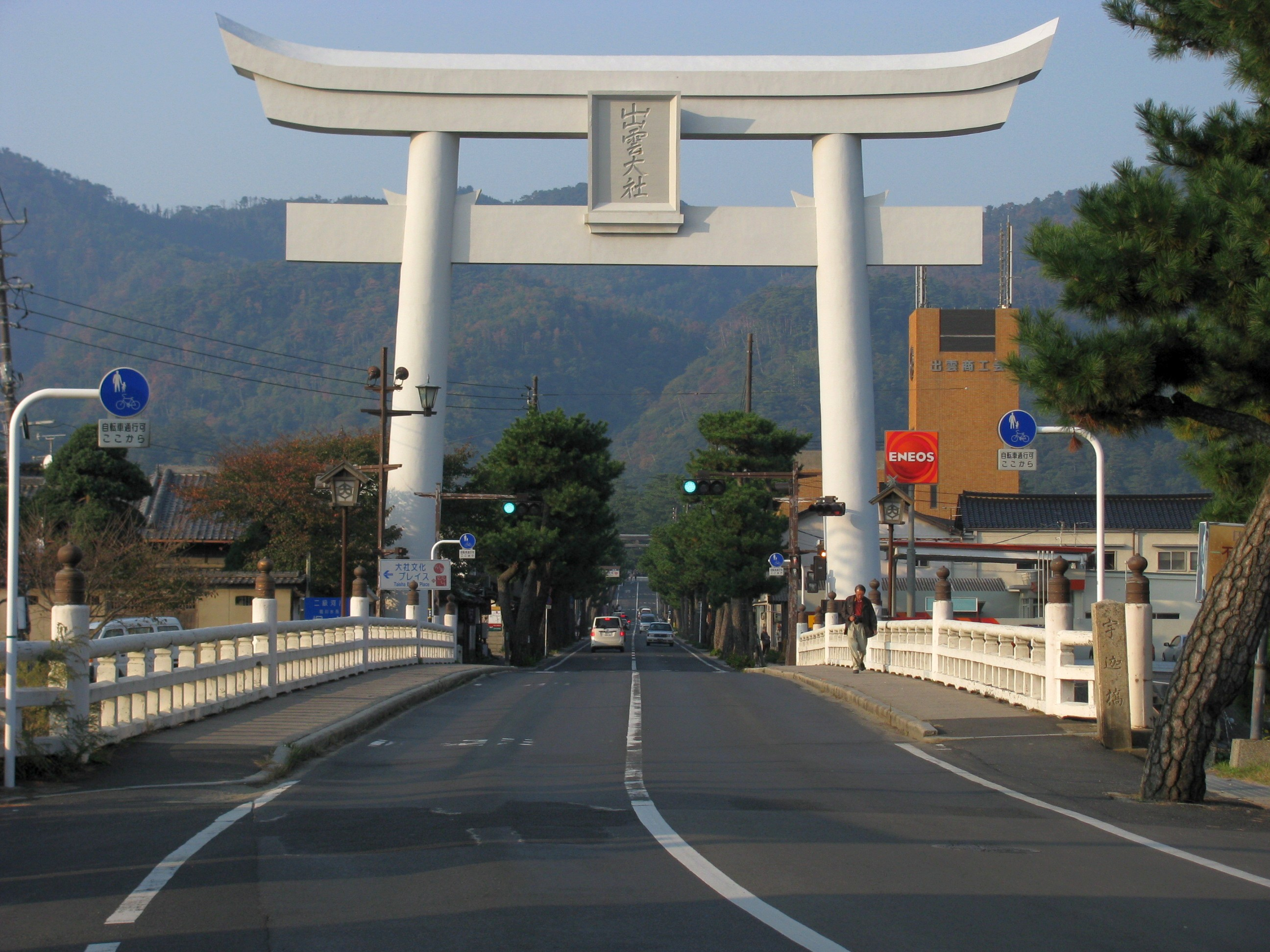
大鳥居
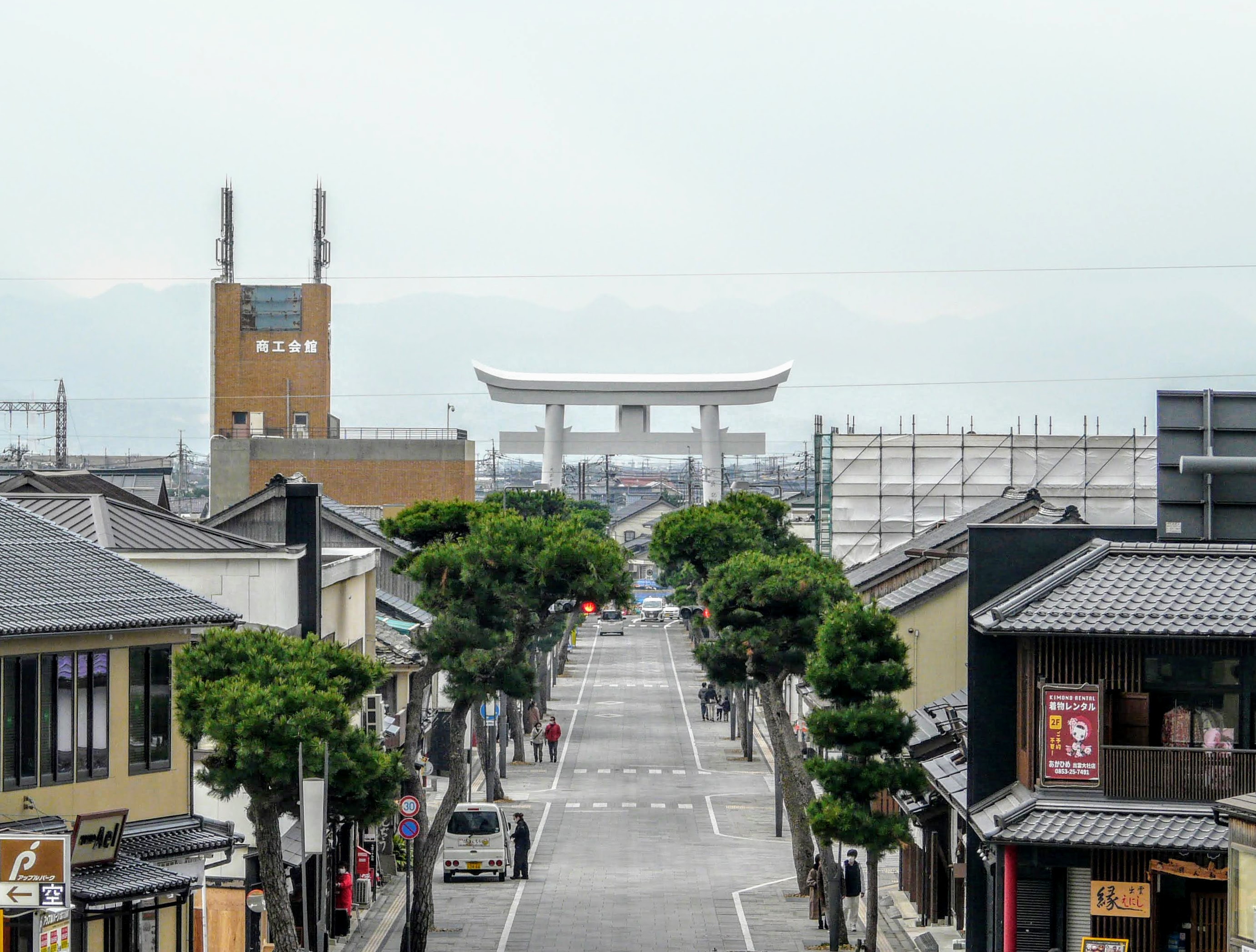
宇迦橋大鳥居と神門通り
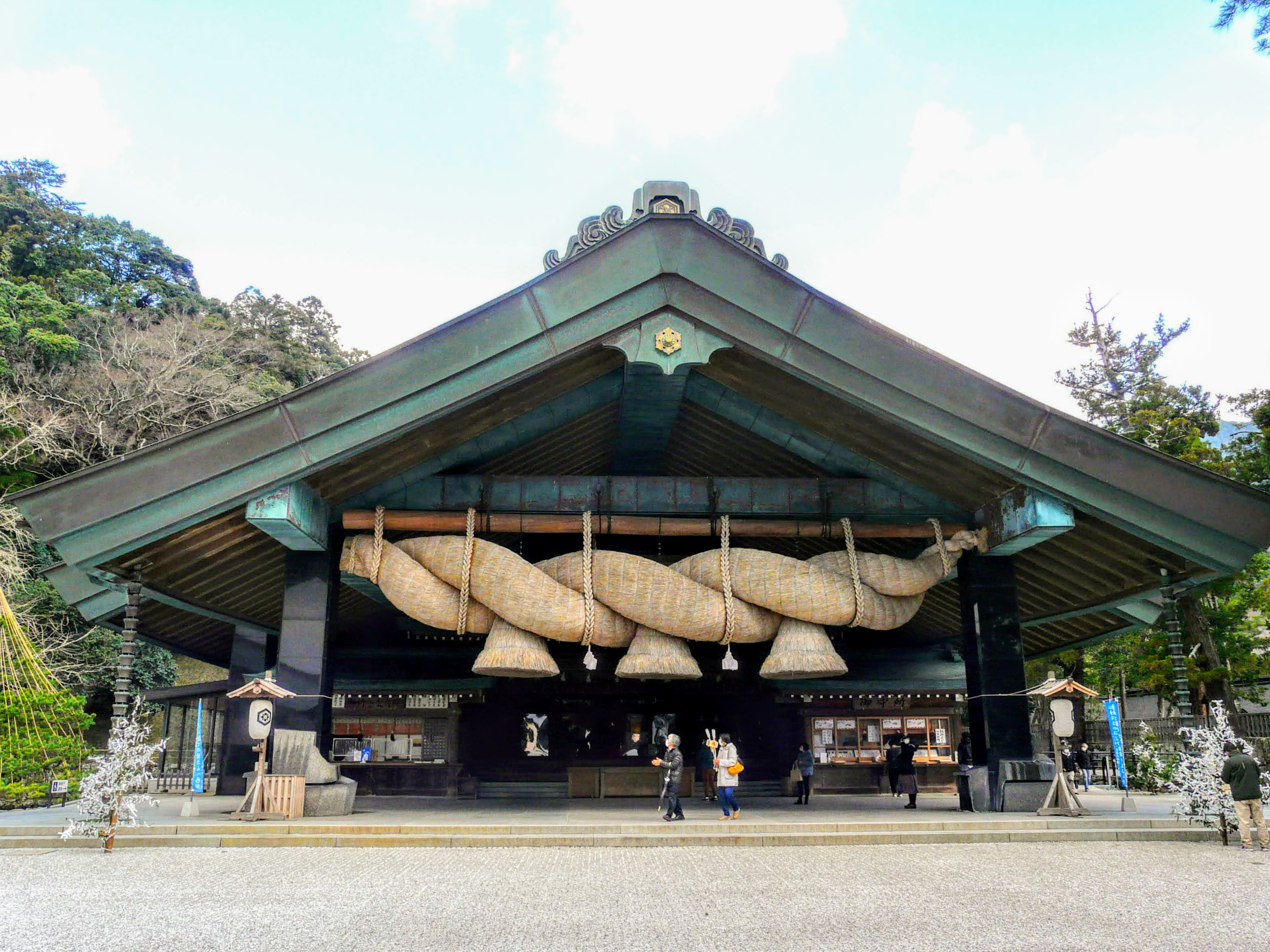
神楽殿の注連縄
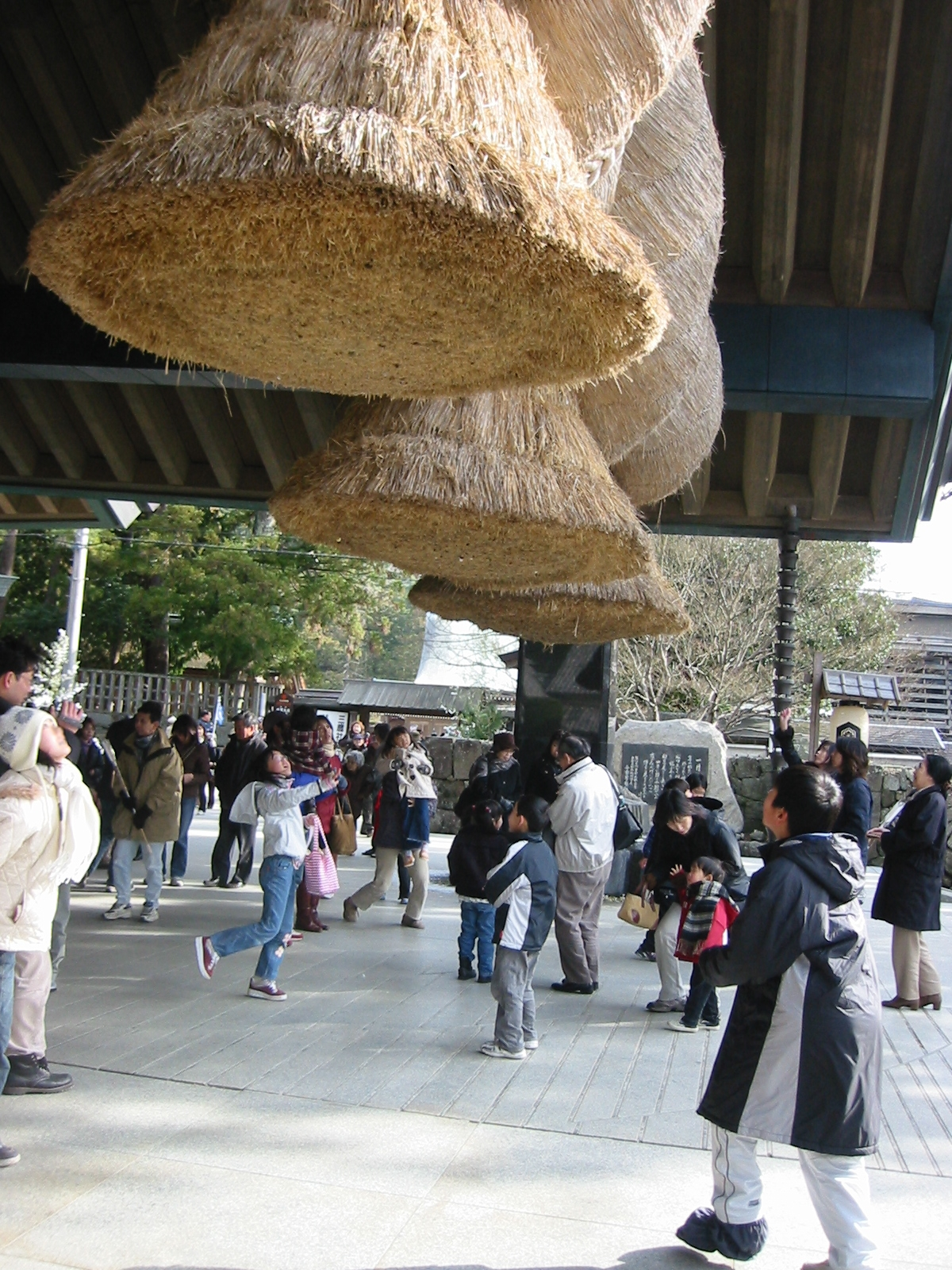
俗信により注連縄に向かって賽銭を投げる人々
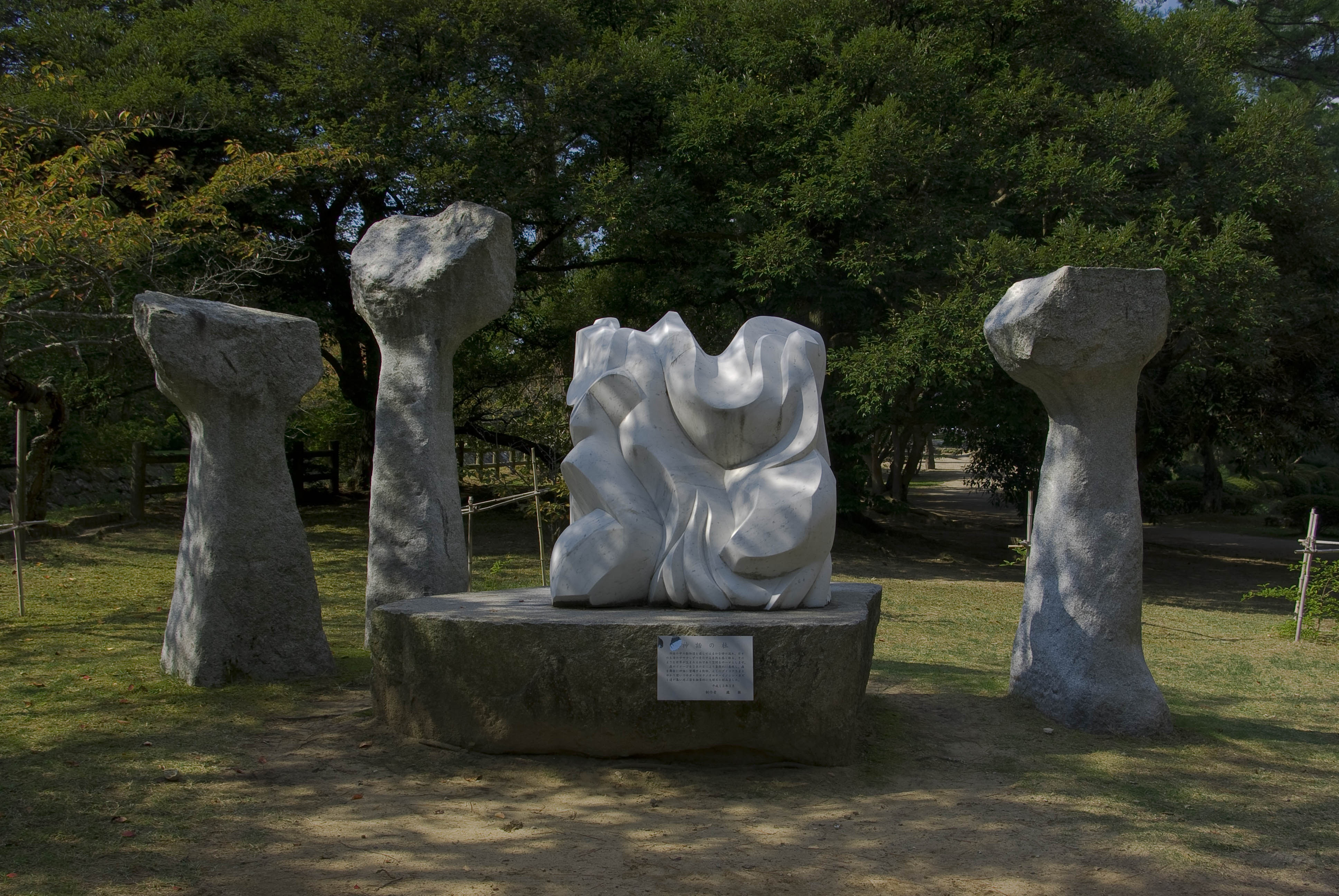
彫刻「神話の杜」（瀧徹作）
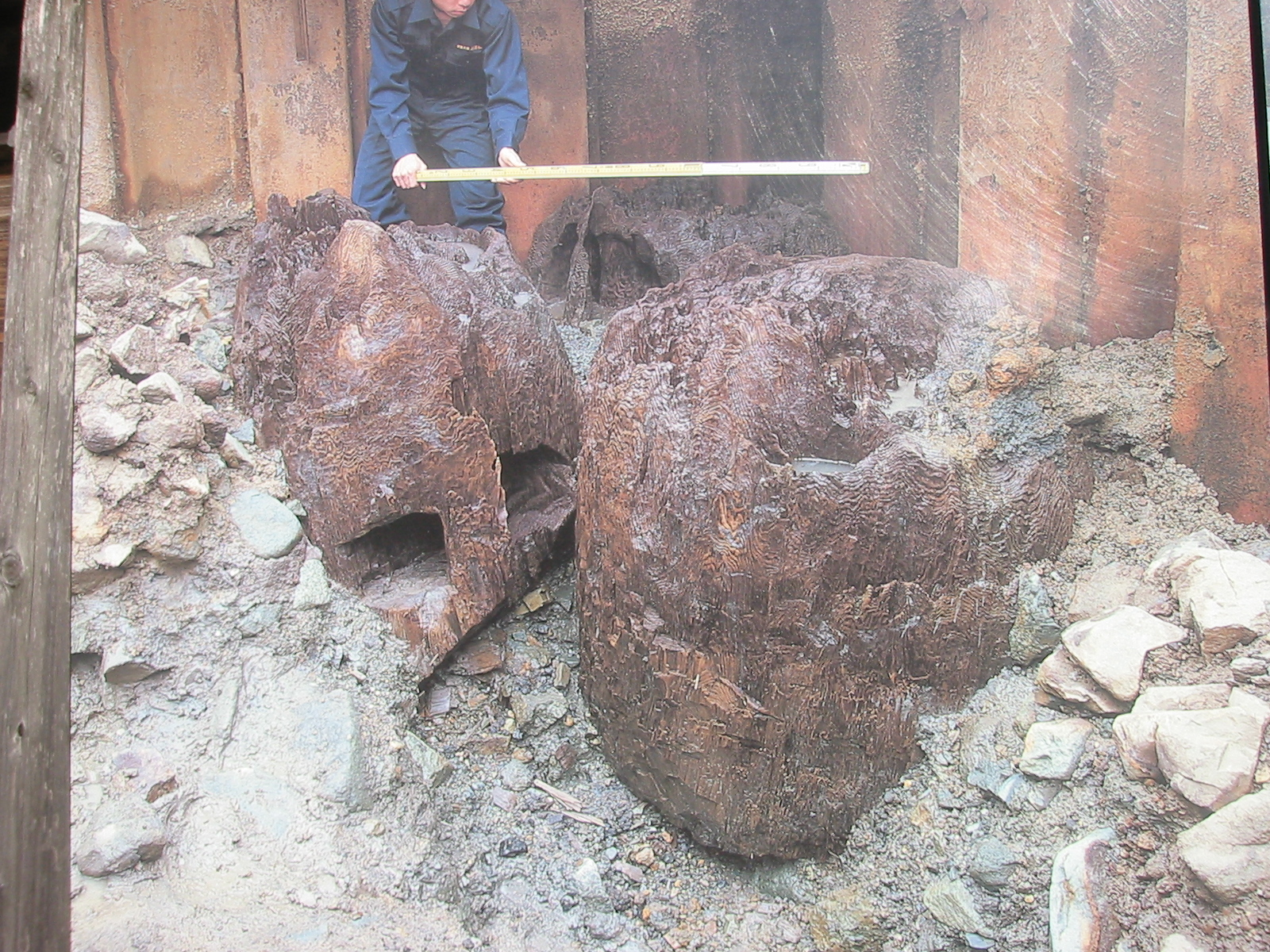
発掘時の岩根御柱約3.6メートル
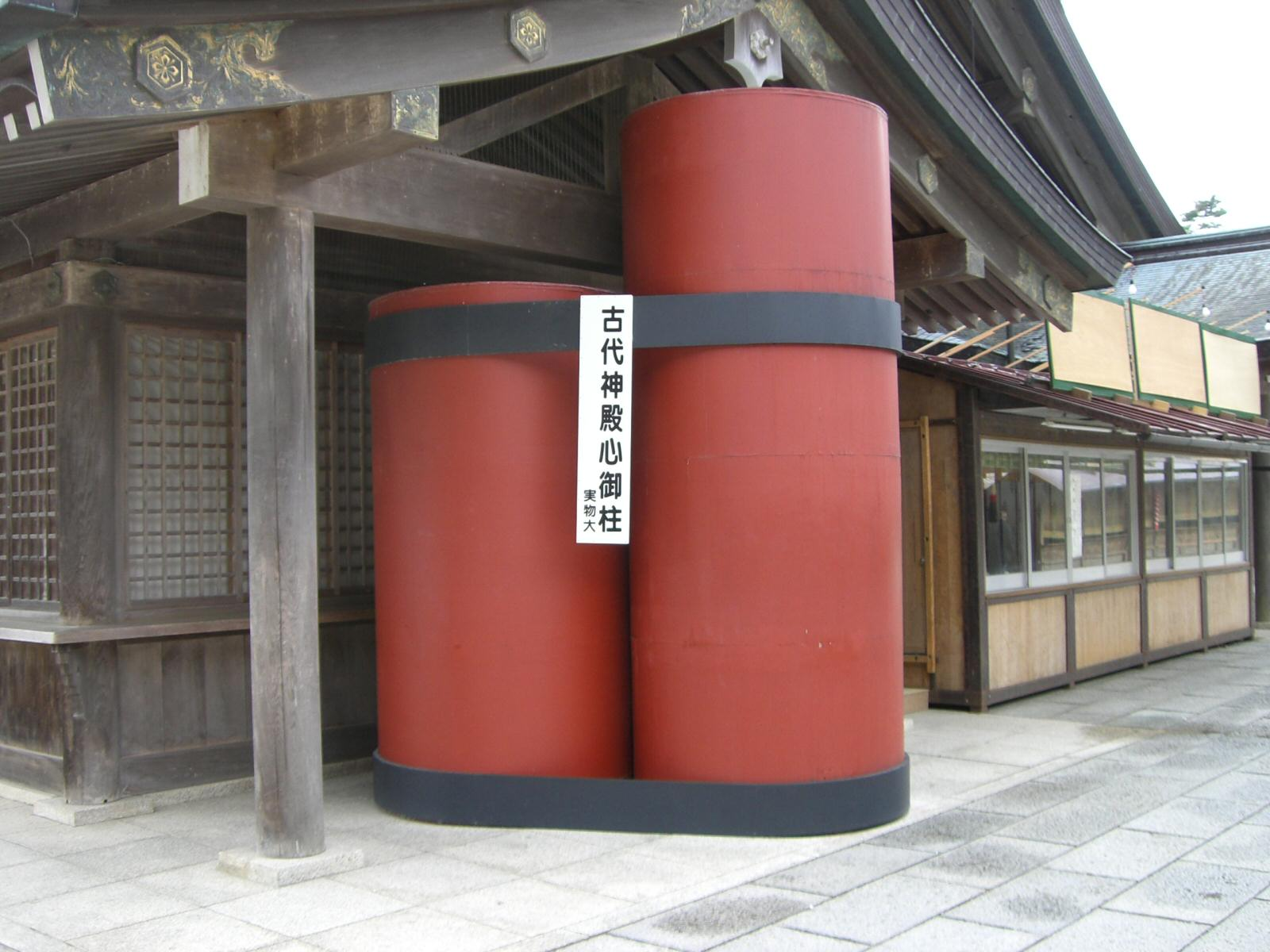
心御柱の再現
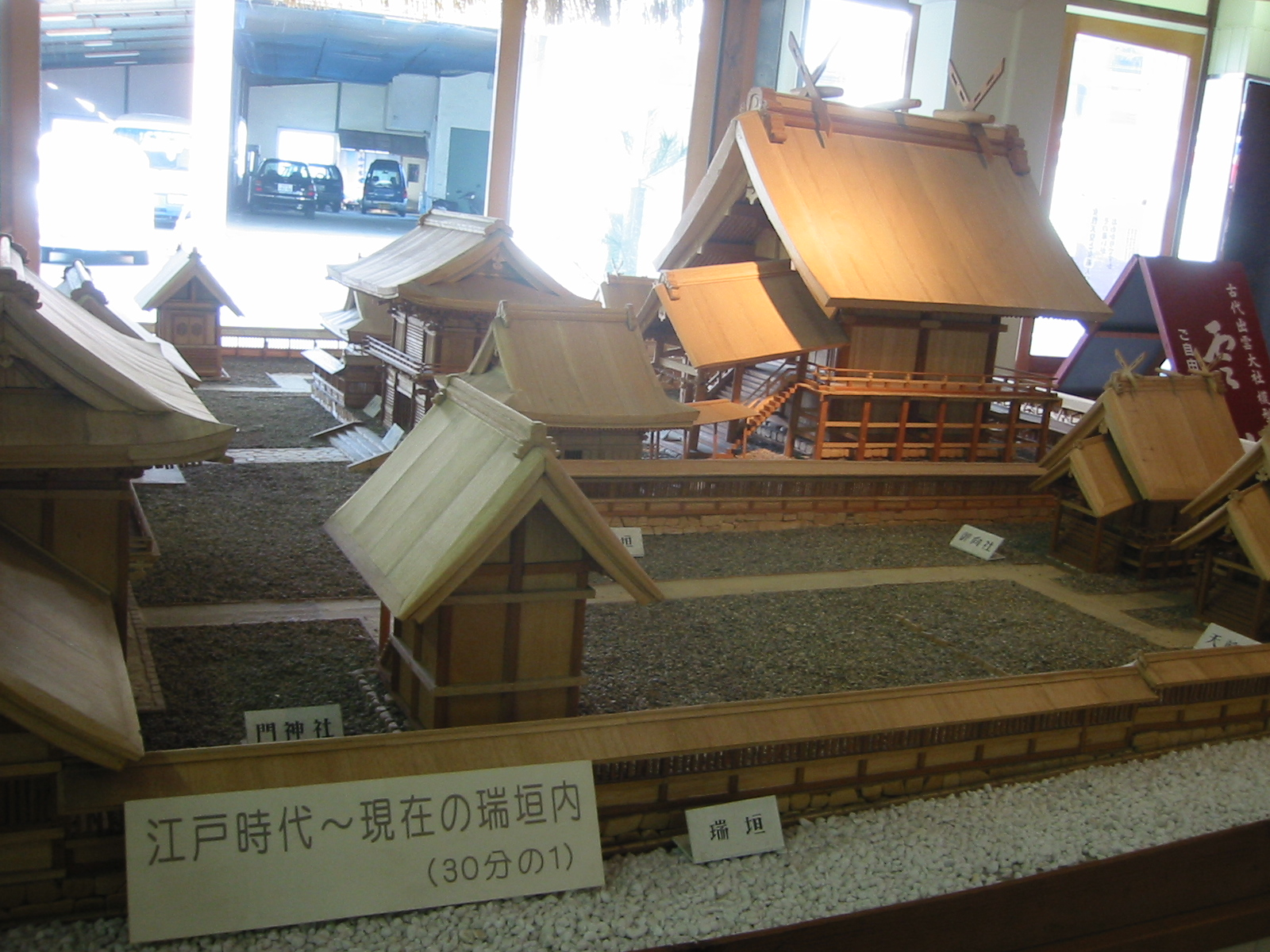
現在の本殿（復元模型）
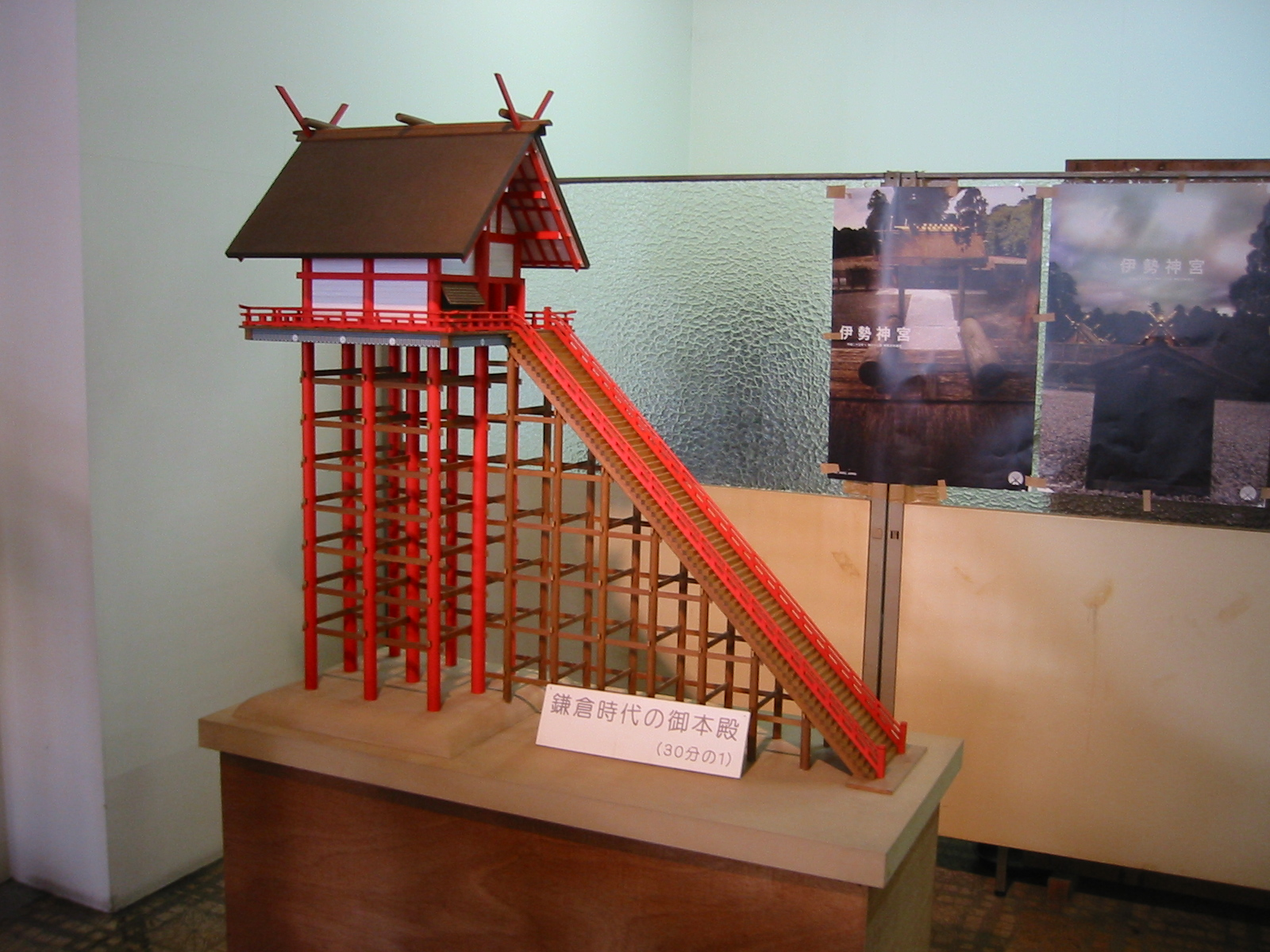
鎌倉時代の本殿（復元模型）
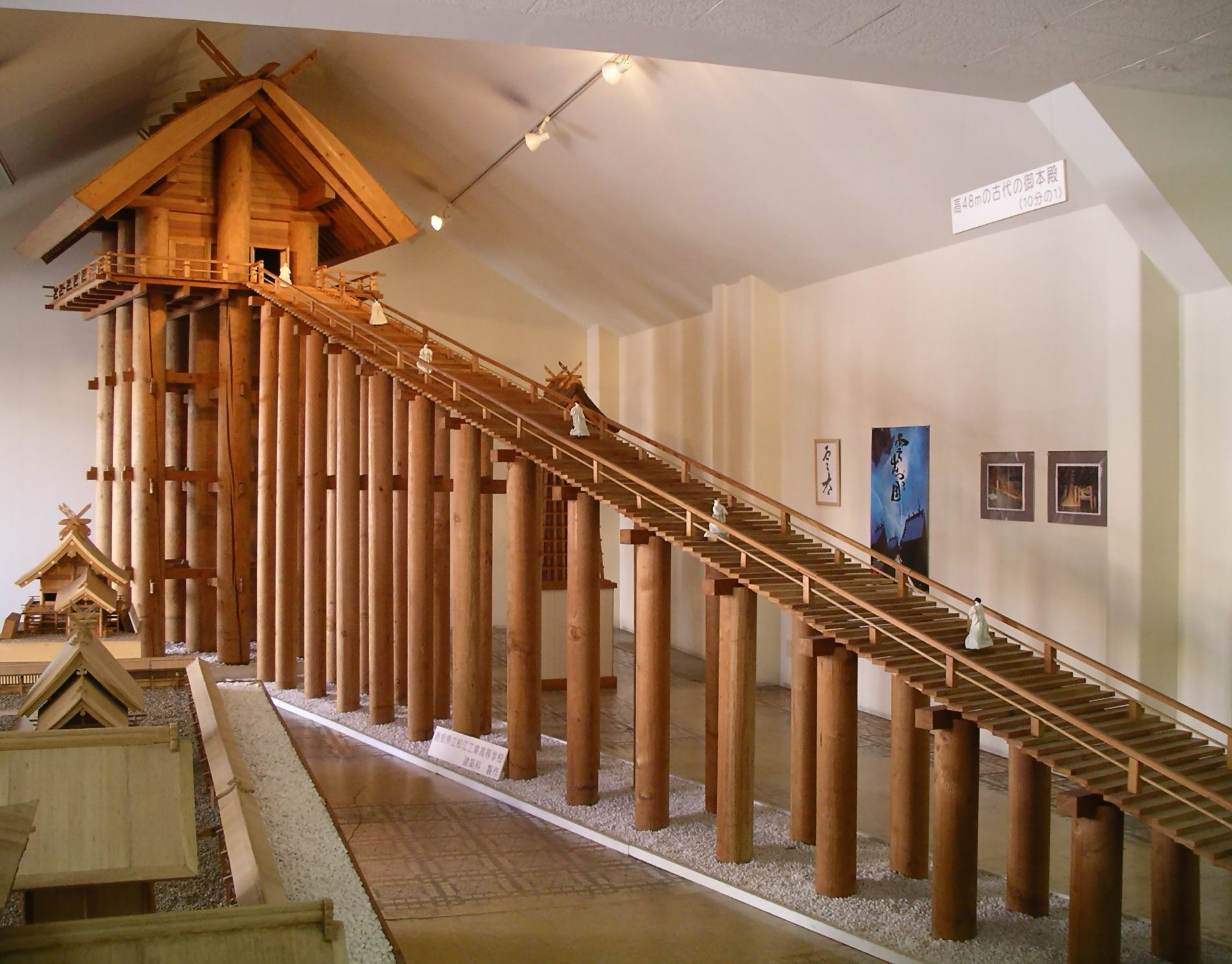
古代の本殿（復元模型）
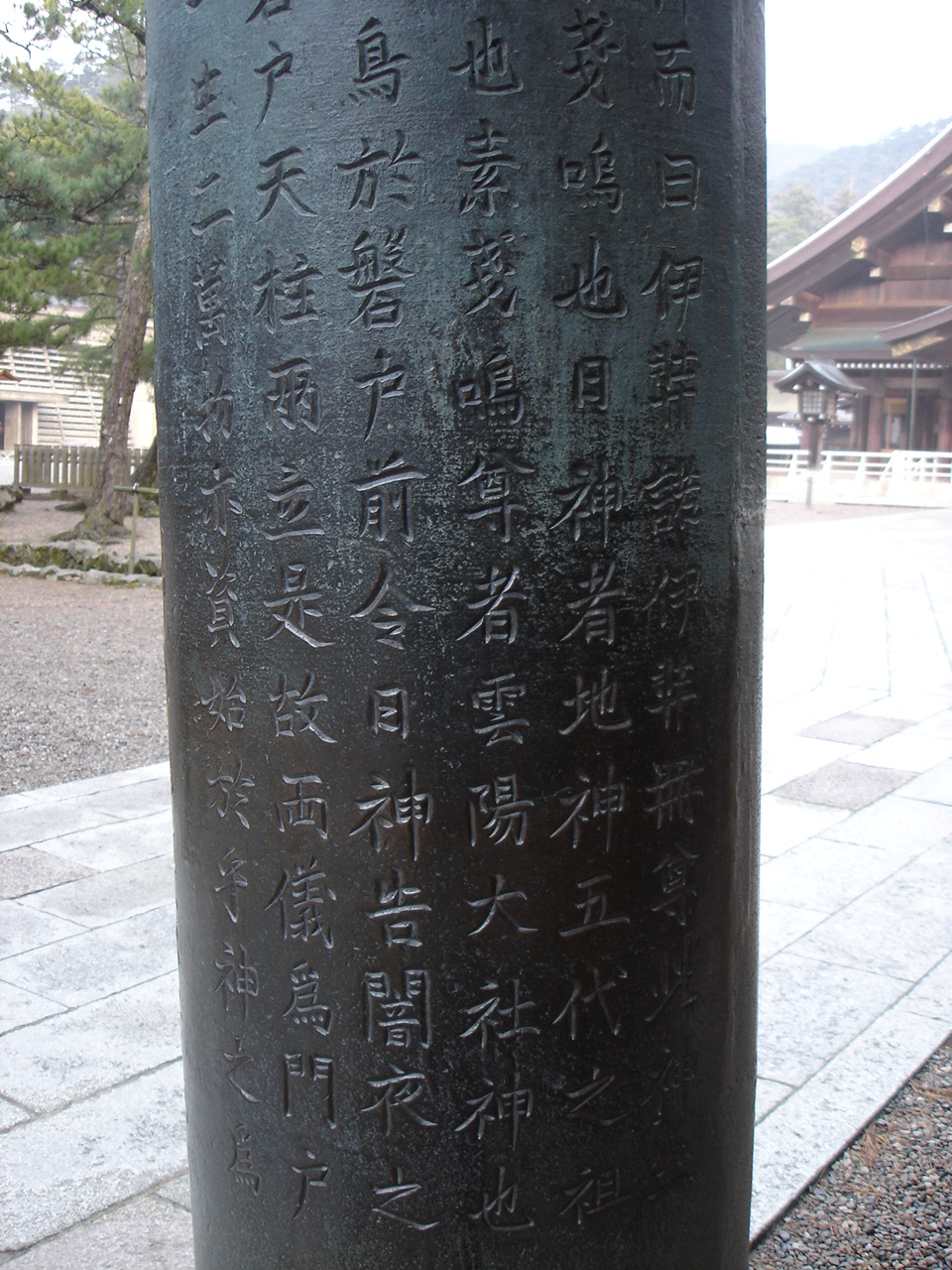
銅鳥居銘文
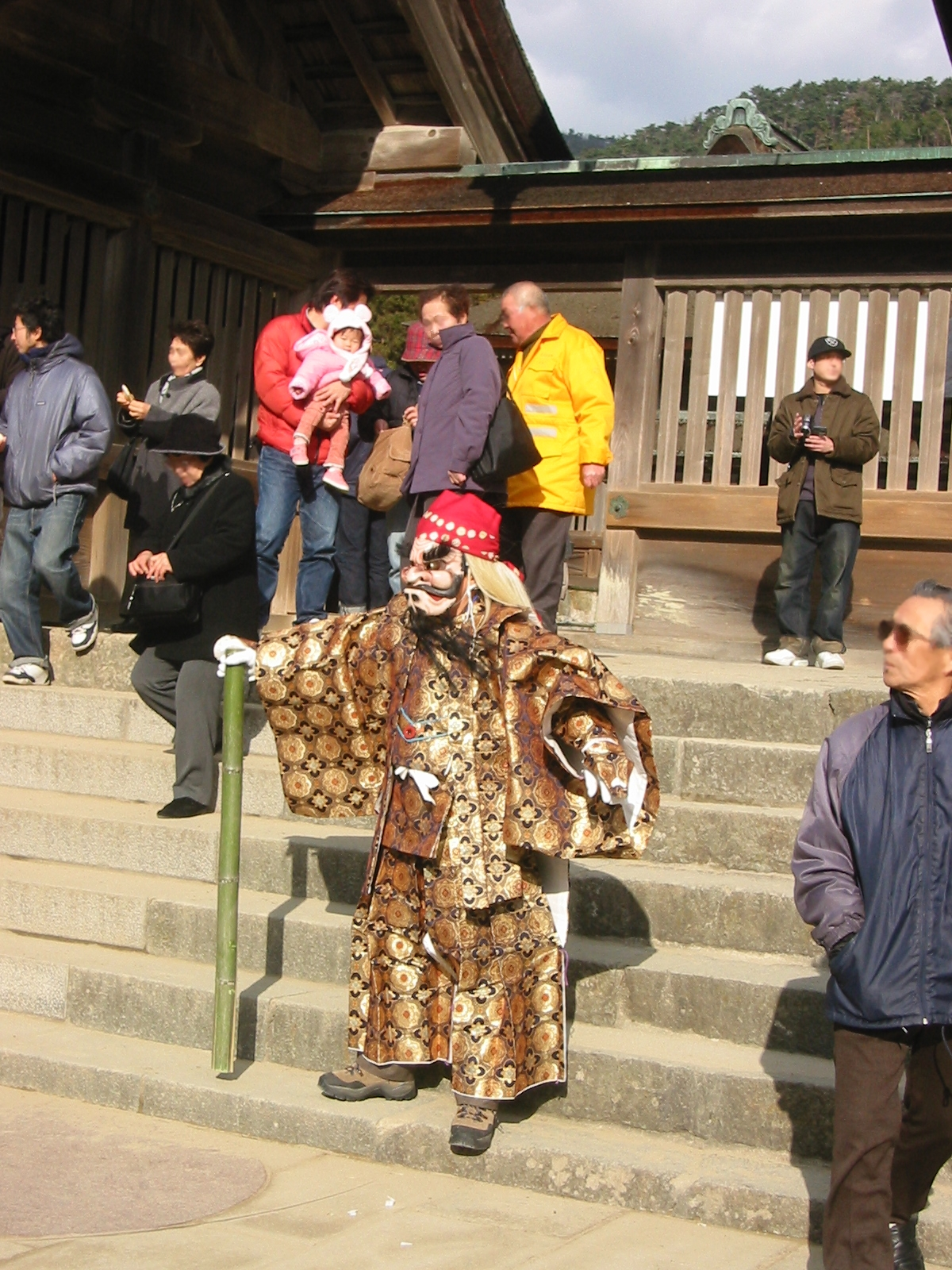
番内
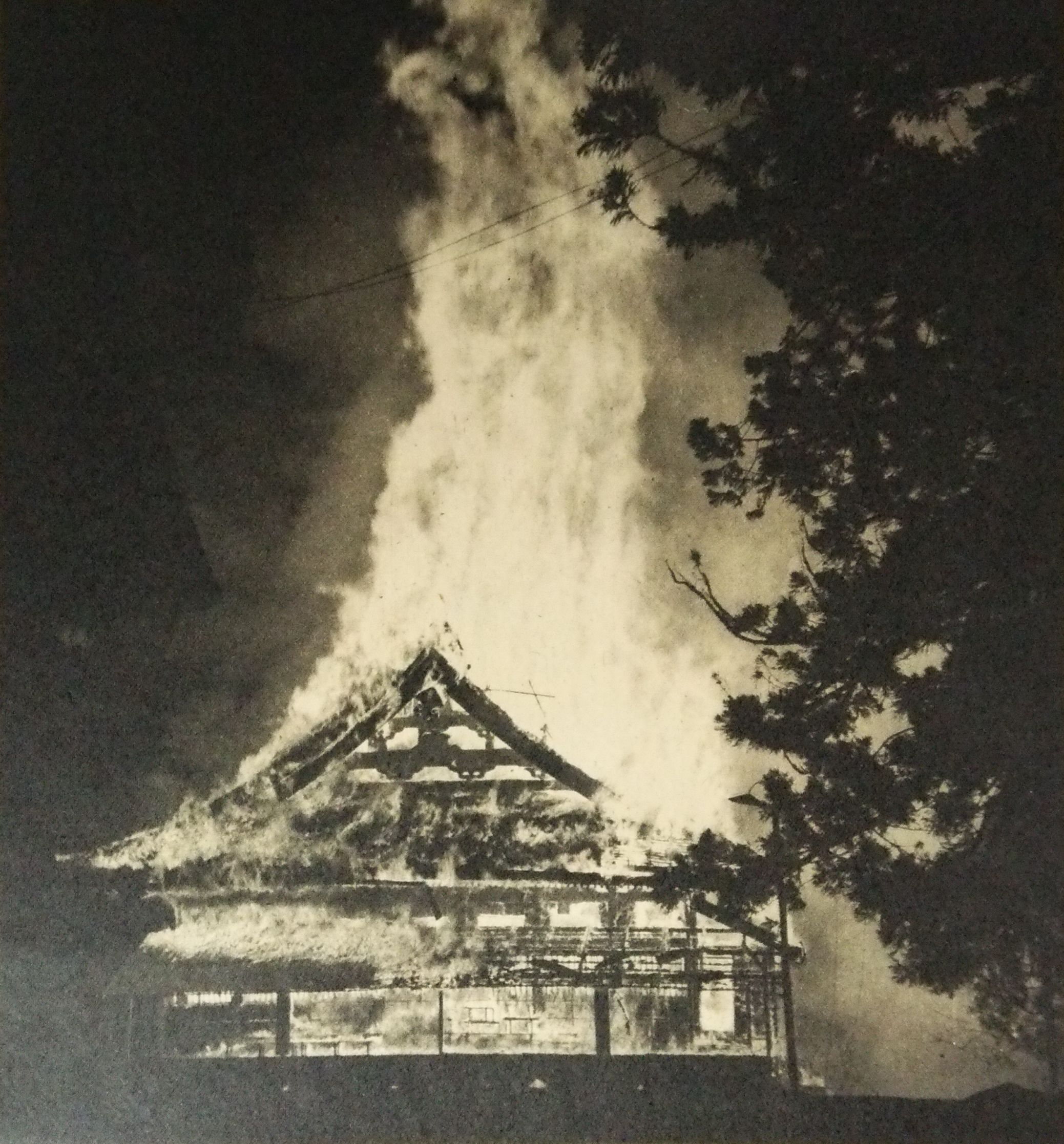
1953年（昭和28年）5月27日深夜1時10分、火の不始末により鑽火殿から出火（1時40分撮影）
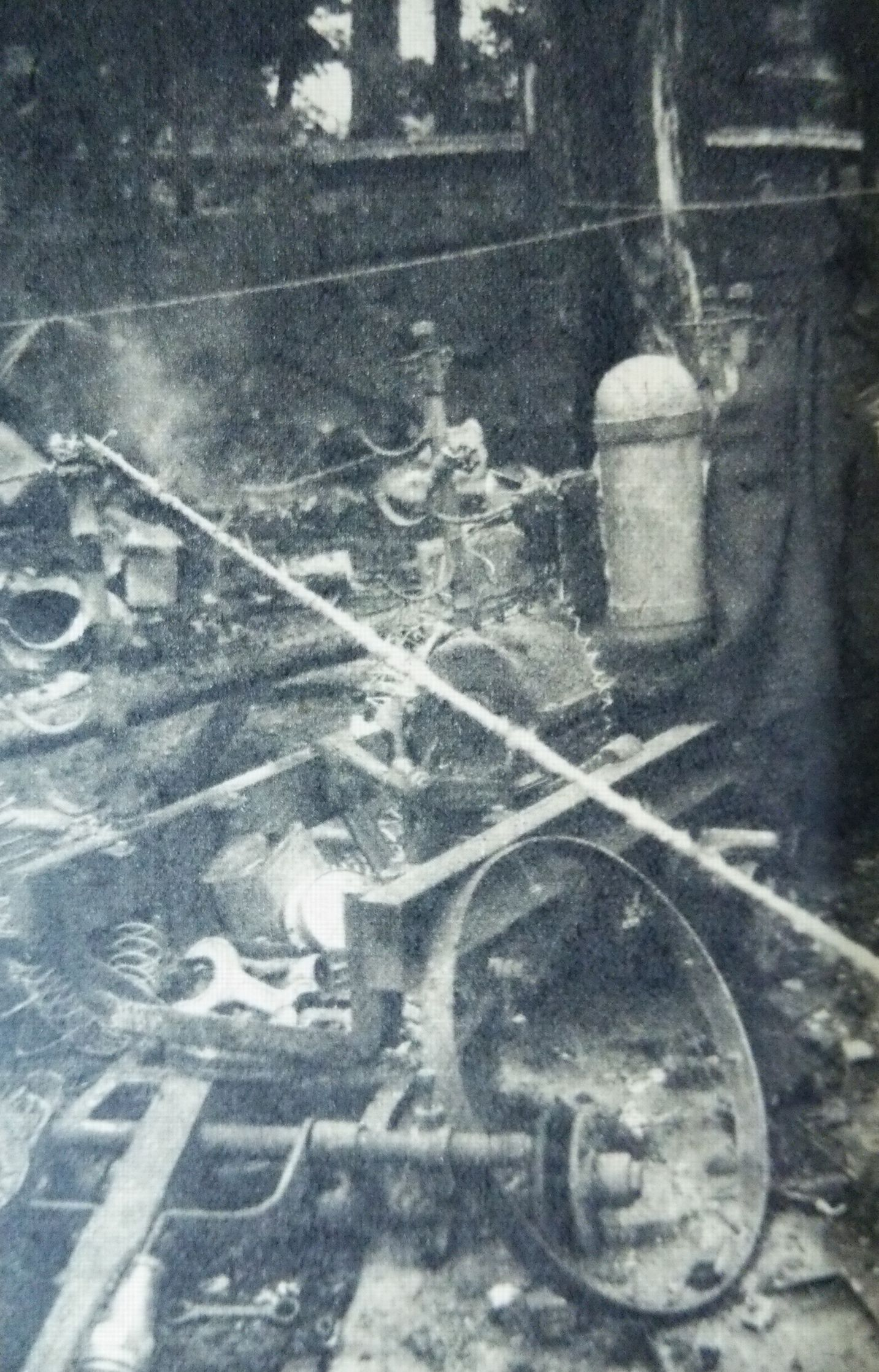
消火舎は火元の鑽火殿に隣接していたため、用をなさずに最初に燃え尽きた。
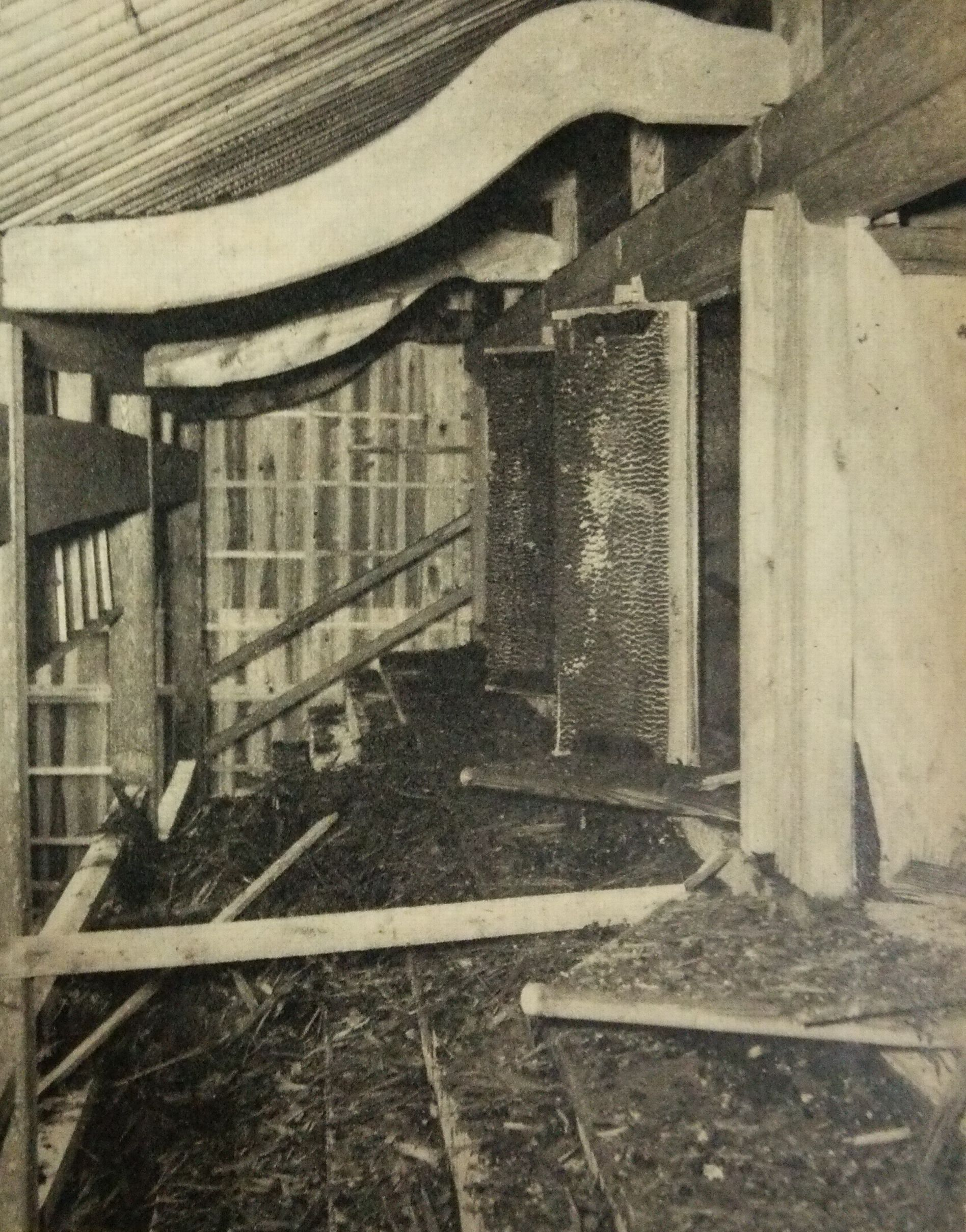
半焼した西十九社
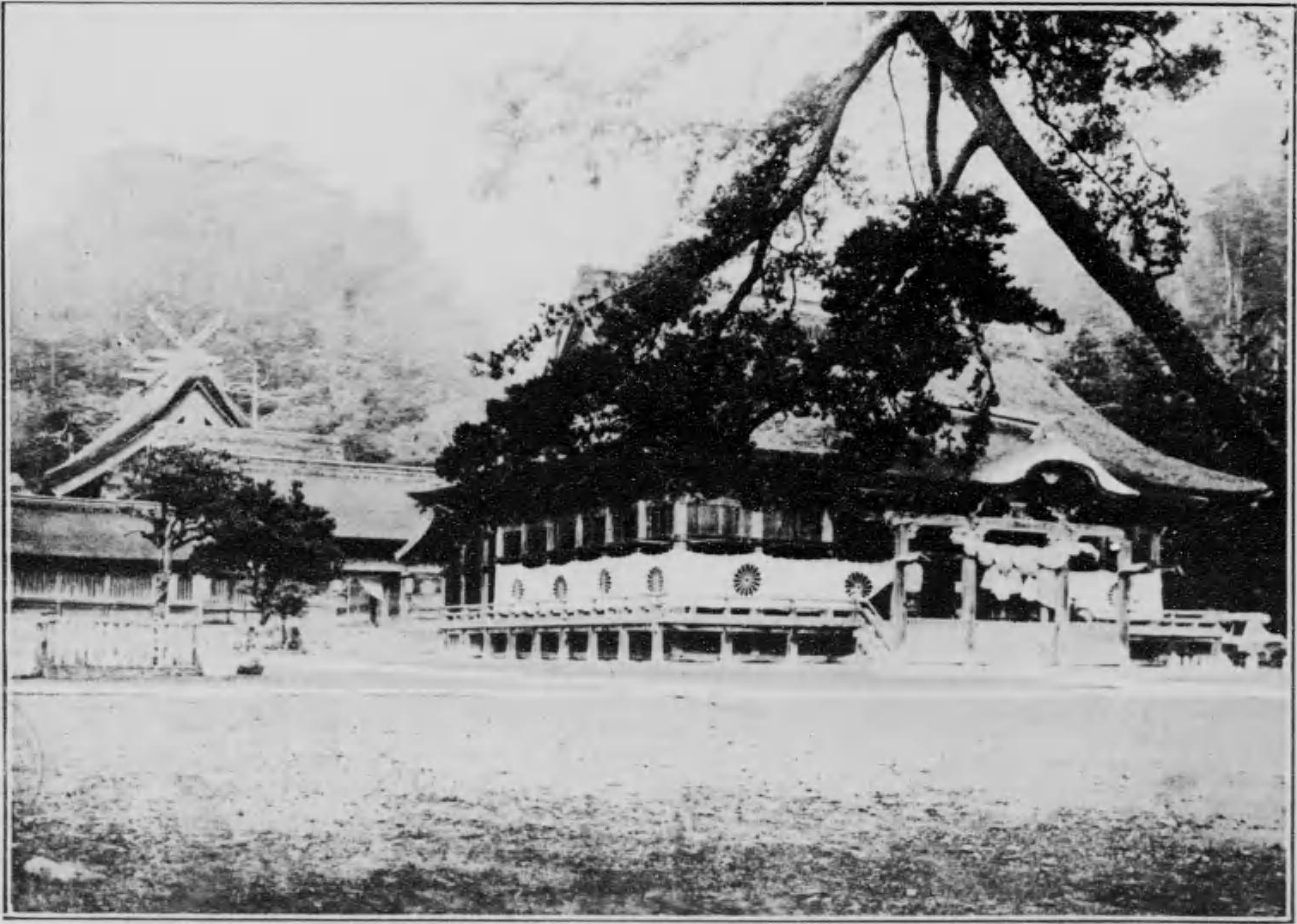
大正時代の出雲大社。右側が拝殿。
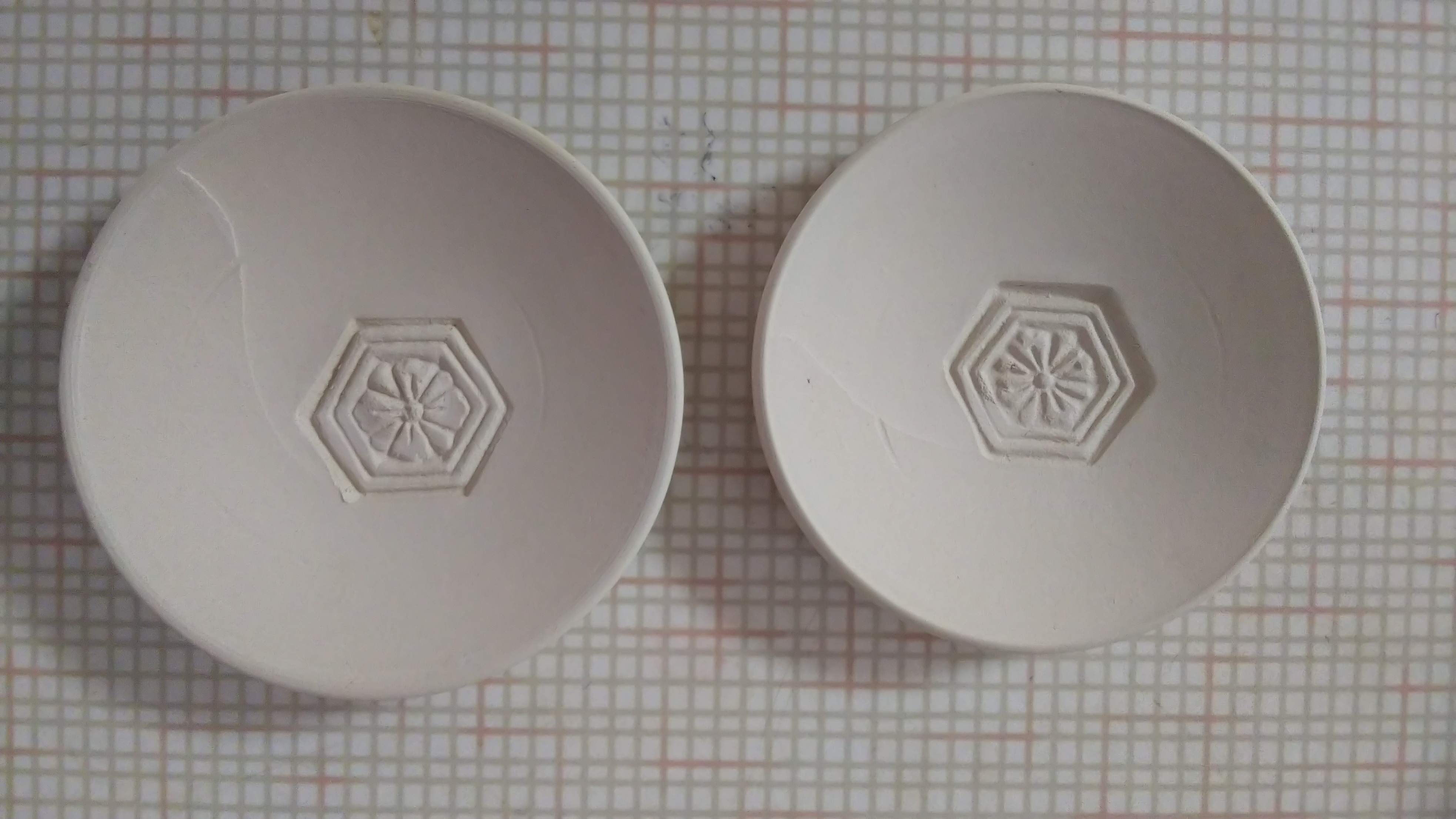
出雲大社かわらけ
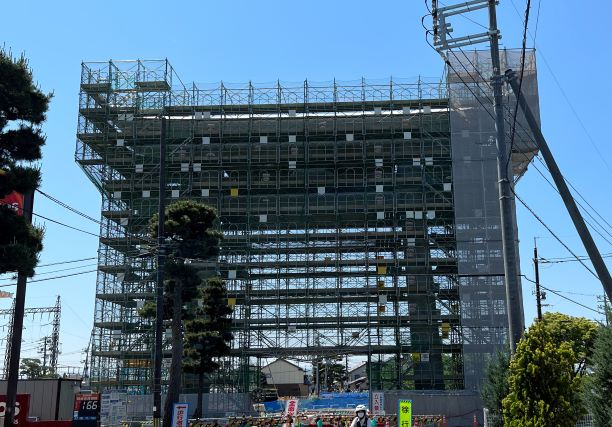
2022年5月改修工事中の大鳥居。

## 周辺情報
- 日御碕 - 人工的に加工されたと推測される石群などが海中にあり、古代の神事の遺跡ではないかという推測もある[55]。
- 日御碕神社 - 出雲大社の祭神 「大国主命」の 「祖神さま（おやがみさま）」にあたる 「素戔嗚尊」や「天照大神」を祭る。日御碕神社・社家の「小野家」は、戦前は出雲大社の千家・北島両家や、石見一ノ宮の物部神社・社家の「金子家」と並び、全国14社家の社家華族（男爵）の一つに列する格式を有していた。
- 出雲日御碕灯台 - 日御碕の突端に立ち、日本一の灯塔の高さを誇る石造灯台。
- 島根県道29号大社日御碕線 - 出雲大社（出雲市大社町）と日御碕を結ぶ海沿いの道。冬は、海が時化る（しける）と「潮被り」の道となり、安全に「冬の日本海」を体感できるコースとなっている。晴れると、出雲神話の舞台である、稲佐の浜や三瓶山が見渡せる。さらに西方には世界遺産・石見銀山の鉱脈を 形成した、大江高山火山群 を遠望できる。
- 国道431号 - 出雲大社の前を通る国道。
- 経島（ふみしま） - 「経島ウミネコ繁殖地」は、国の天然記念物。日御碕神社のすぐ裏手にあり、冬季はウミネコたちの鳴声や、鄙びた風情の漁港に冬の日本海の風情を体感できるスポットとなっている。
- 稲佐の浜
- 一畑寺
- 鰐淵寺
- 島根県立古代出雲歴史博物館 - 出雲大社の東隣にあり、中央ロビーには、2000年（平成12年）に出雲大社境内遺跡から出土した、古代・中世高層神殿 巨大柱「宇豆柱」（鎌倉時代前期）や、大社東方200メートルにある、命主社背後の古代祭祀遺跡（真名井遺跡）から出土した銅戈・勾玉（重要文化財）も展示されている。
- 出雲全日本大学選抜駅伝競走 - 出雲大社前の正面鳥居前（勢溜）が本競走のスタート地点となっている。
- ご縁横丁 - 2012年（平成24年）8月31日に出雲大社前にオープンの土産物販売の横丁。
- 美保神社 - 出雲大社の祭神大国主命と美保神社の祭神事代主命は親子であり、両神社に参拝すると「両参り」と言われ、良縁が結ぶという習わしがある[56]。

## 分祀など
日本各地に、一般者が礼拝できる分祀などの施設が存在し、御朱印の授与も行われている。
北海道地方
- 出雲大社網走教会 - 北海道網走市港町118

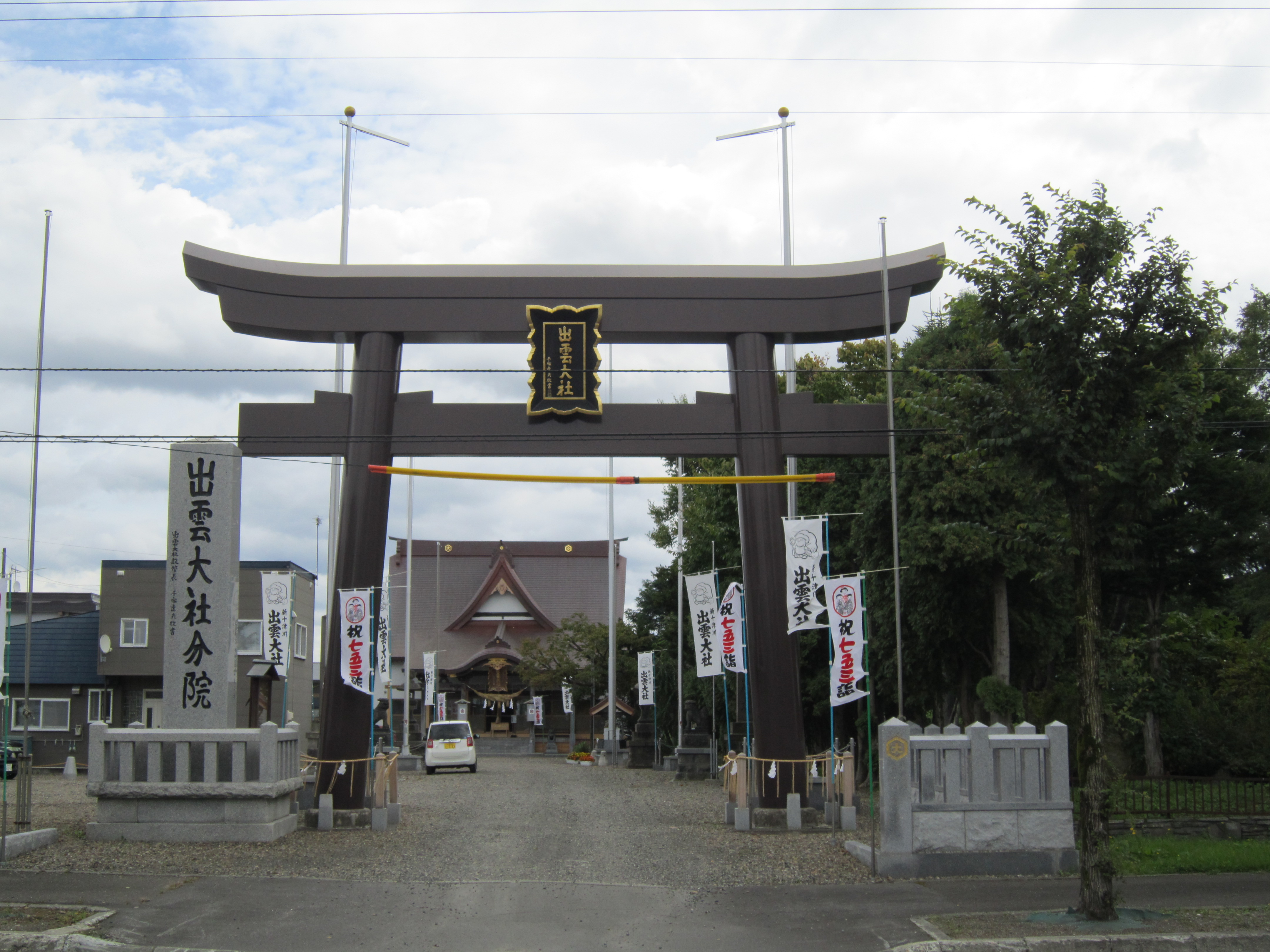
出雲大社新十津川分院 - 北海道樺戸郡新十津川町中央32-9
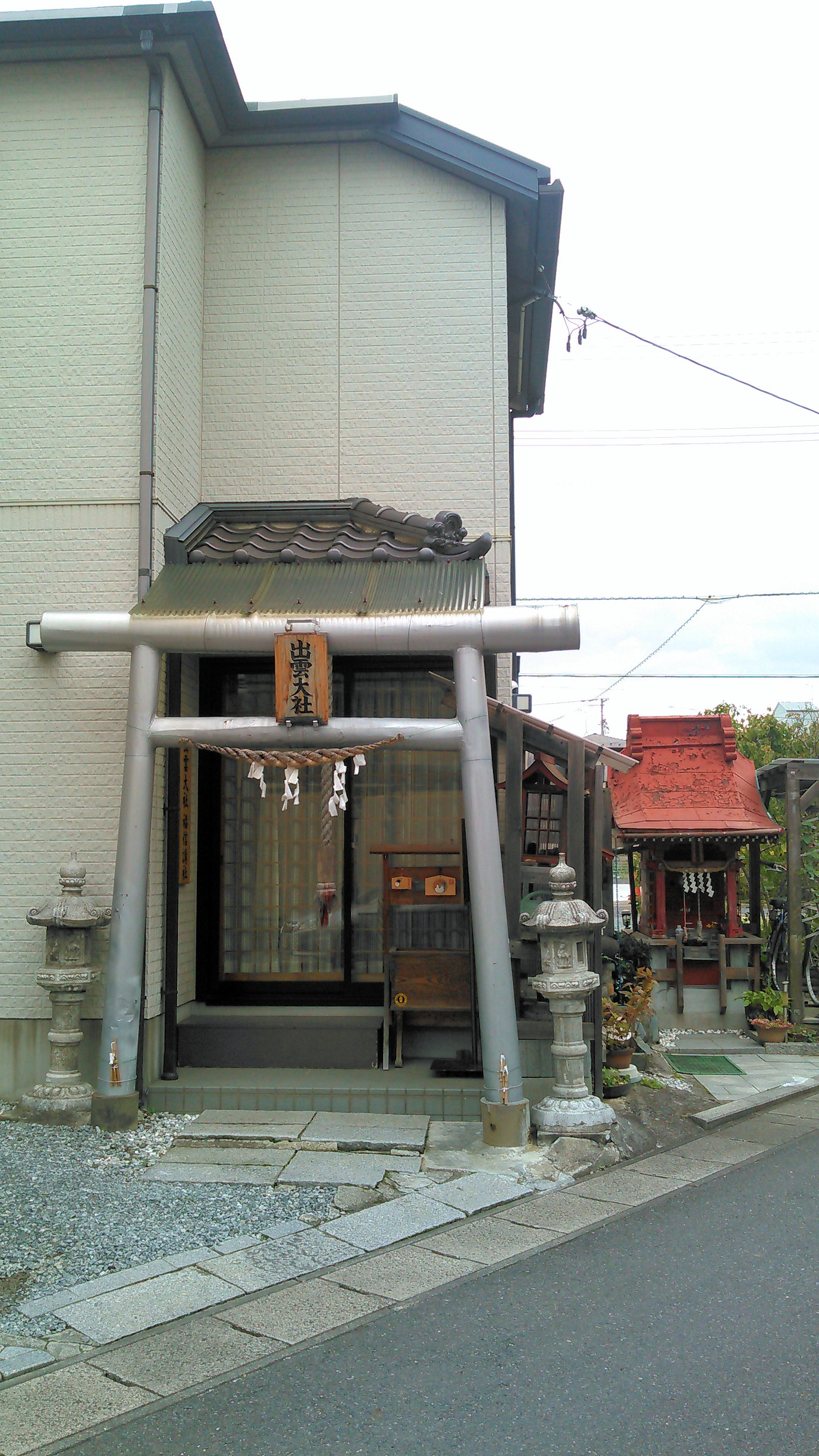
福信講社
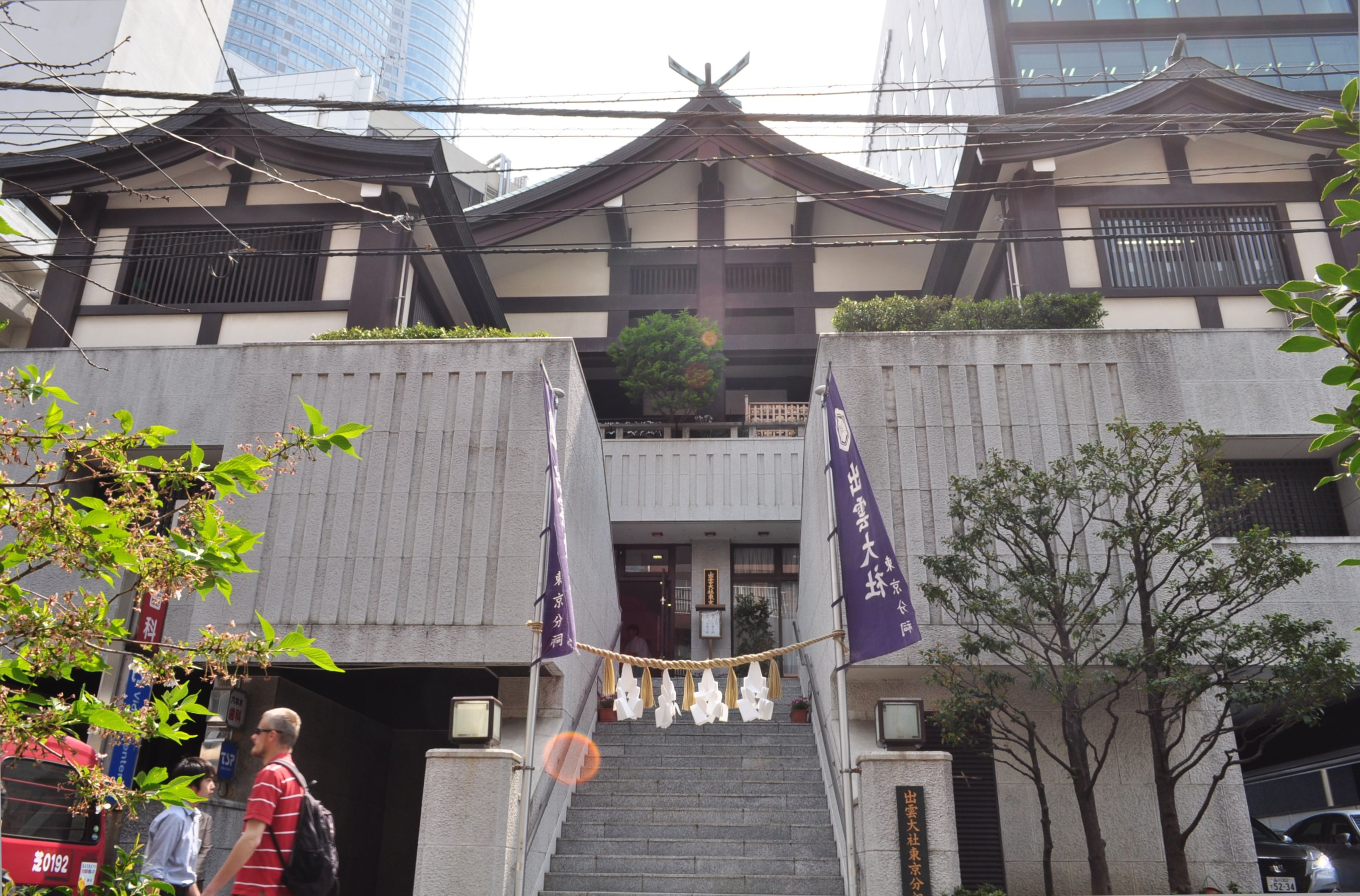
東京分祠
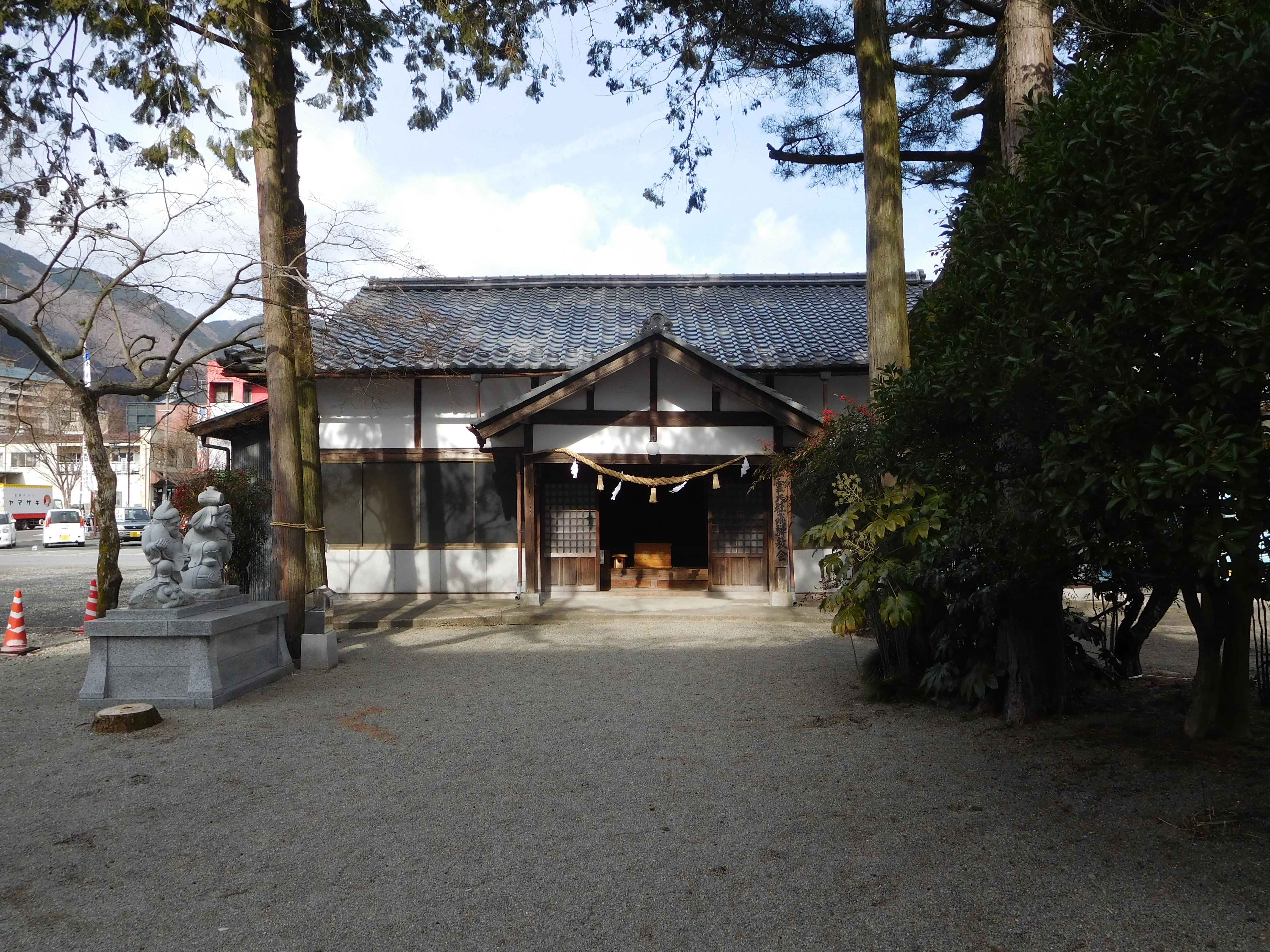
出雲大社三神教会 - 北海道恵庭市北柏木町1丁目8-17
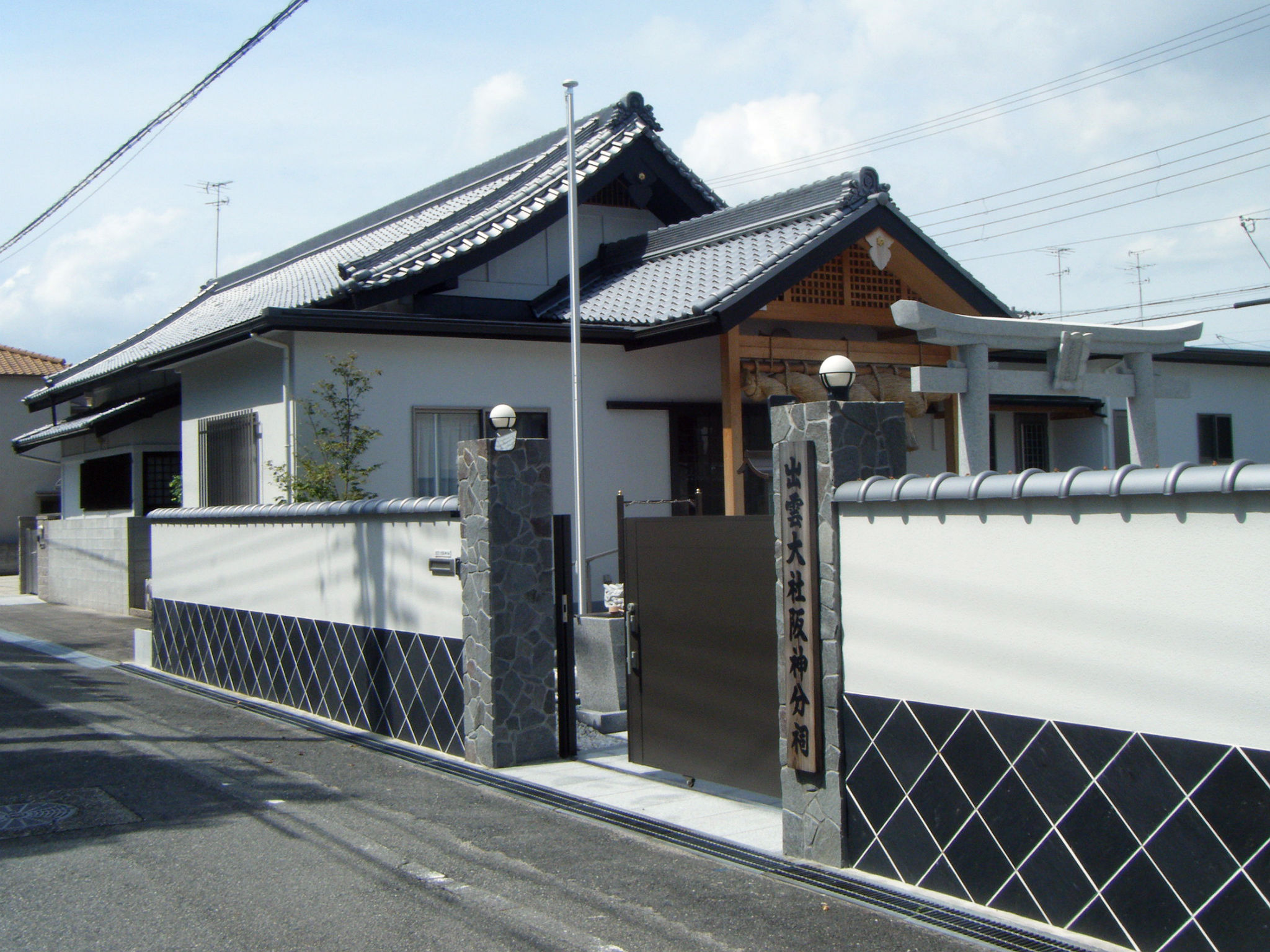
阪神分祠
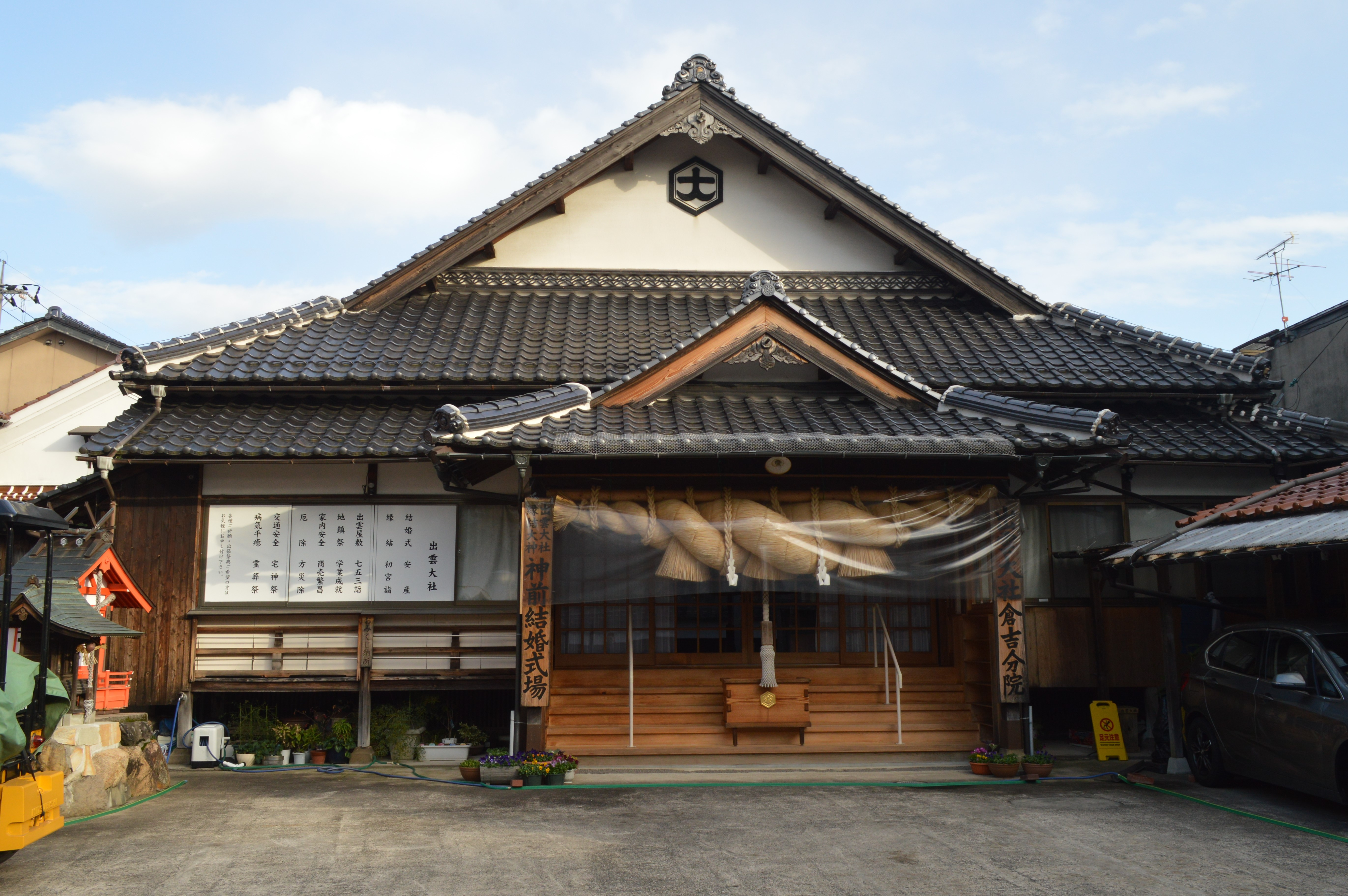
倉吉分院
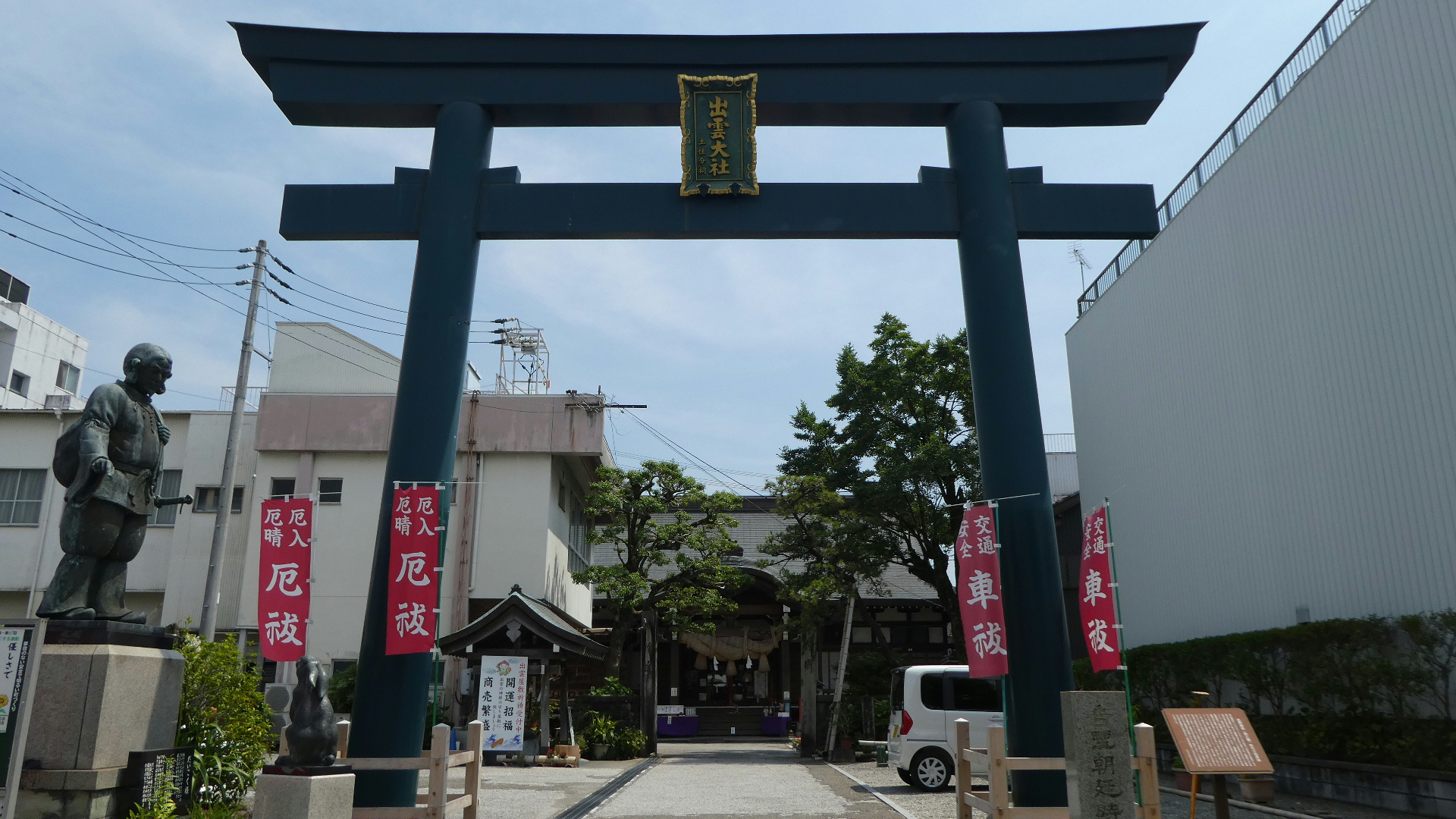
土佐分祠
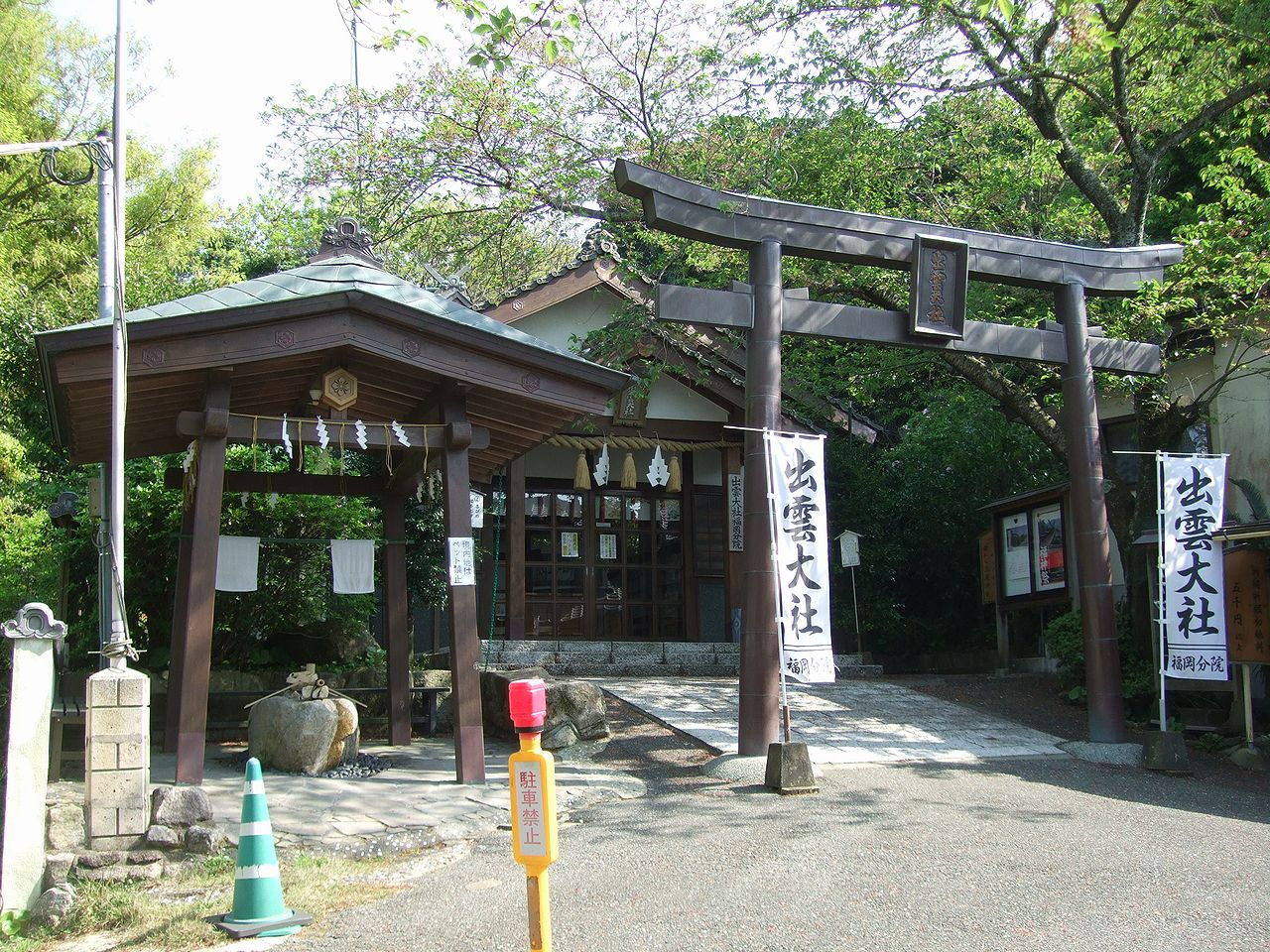
福岡分院
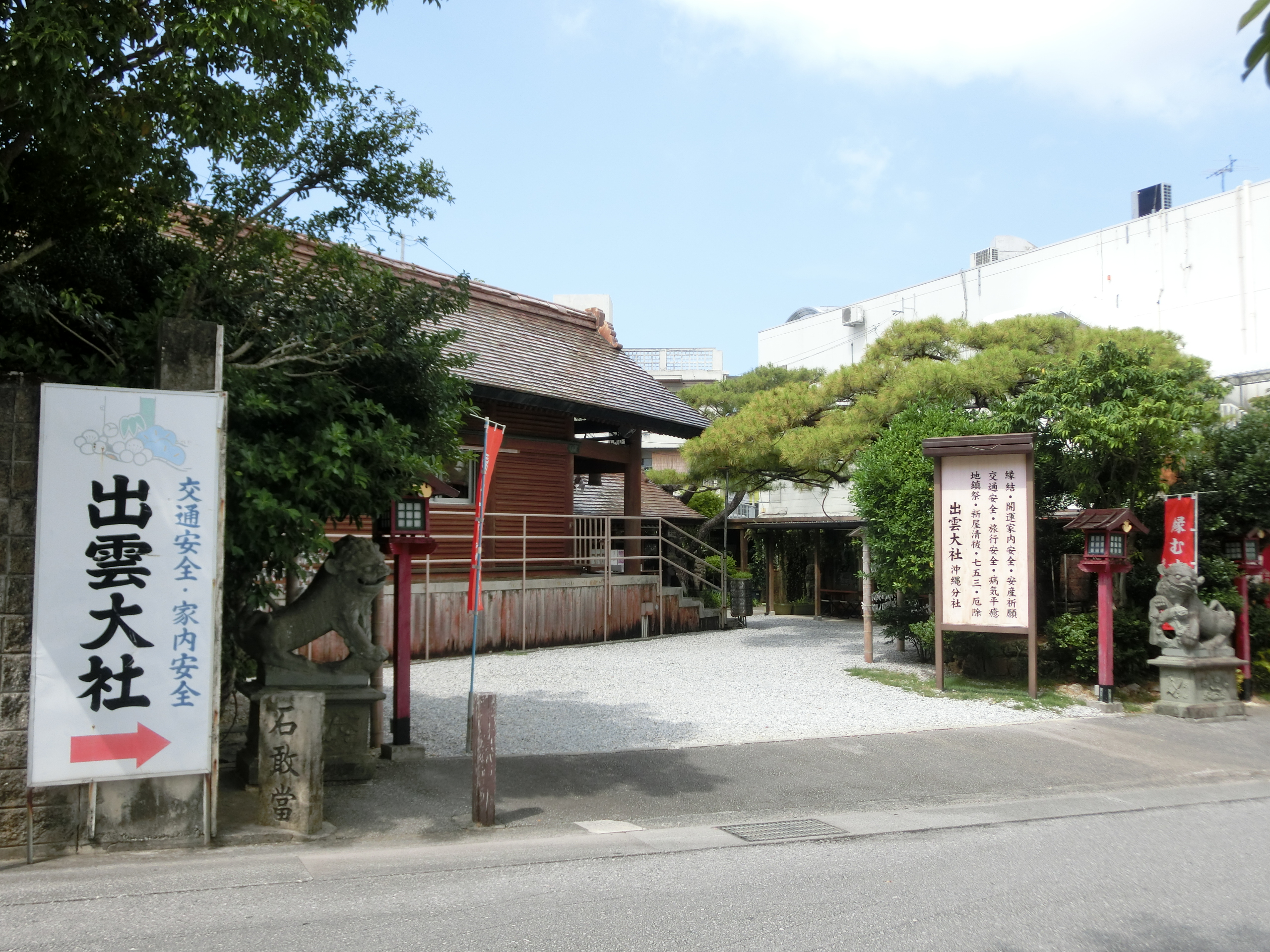
沖縄分社
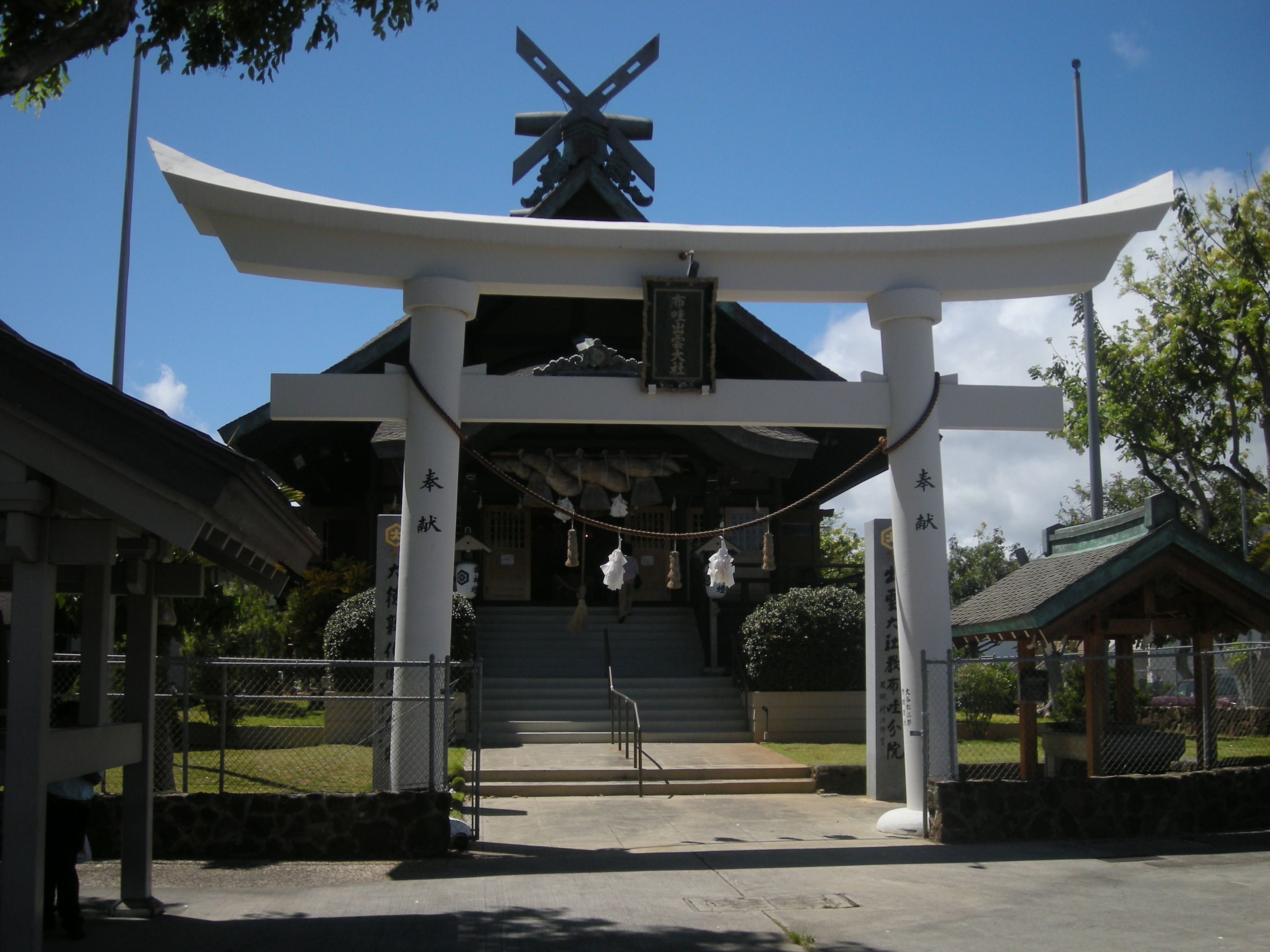
出雲大社函館教会 - 北海道函館市高松町327-3

東北地方
- 出雲大社弘前分院 - 青森県弘前市常盤坂2丁目3-21
- 出雲大社仙台光健講社 - 宮城県仙台市若林区南小泉4丁目16
- 出雲大社信達講社 - 福島県伊達市梁川町山舟生字滝前32-2
- 出雲大社福信講社 - 福島県郡山市富久山町福原境田18-9

関東地方
- 出雲大社函館教会千葉総国講社 - 千葉市若葉区東寺山町560
- 出雲大社上総分院 - 千葉県いすみ市苅谷630
- 出雲大社埼玉分院 - 埼玉県朝霞市本町2-20-18
  - 出雲大社埼玉分院八柱支部 - 千葉県松戸市河原塚406-10 法要館内

- 出雲大社東京分祠 - 東京都港区六本木7丁目18-5
- 出雲大社相模分祠 - 神奈川県秦野市平沢1221

中部地方
- 出雲大社富士教会 - 山梨県甲府市宝1丁目21-24
- 出雲大社浜松分院 - 静岡県浜松市中区城北1丁目1-13
- 出雲大社愛知日の出教会 - 愛知県名古屋市緑区桶狭間巻山2143
- 出雲大社飛騨教会 - 岐阜県下呂市森922-6
- 出雲大社佐久之宮講社 - 長野県佐久市岩村田稲荷町553-1
- 出雲大社福井分院 - 福井県福井市渕2丁目2001

関西地方
- 出雲大社近江分祠 - 滋賀県大津市和邇北浜584
- 出雲大社紫野教会 - 京都府京都市北区紫野門前町44-43
- 出雲大社京都分院 - 京都府亀岡市下矢田町中山37-5
- 出雲大社巌分祠 - 京都府与謝郡与謝野町三河内146
- 出雲大社大阪分院 - 大阪府大阪市東住吉区東住吉区山坂5丁目16-7
- 出雲大社大阪分祠 - 大阪府堺市東区東区日置荘西町7丁1-1
- 出雲大社阪神分祠 - 兵庫県尼崎市北大物町17-5
- 出雲大社神戸分祠 - 兵庫県神戸市中央区楠町1丁目2-1
- 出雲大社北条分院 - 兵庫県加西市北条町北条814
- 出雲大社玉置教会（玉置神社） - 奈良県吉野郡十津川村玉置川1
- 出雲大社新宮教会 - 和歌山県新宮市神倉1丁目12-18

中国地方
- 出雲大社美作分院 - 岡山県津山市田町87
- 出雲大社岡山分院 - 岡山県岡山市北区中山下1丁目5-58
- 出雲大社鳥取分院 - 鳥取県鳥取市川端2丁目209
- 出雲大社浜村教会 - 鳥取県鳥取市気高町浜村783-1
- 出雲大社倉吉分院 - 鳥取県倉吉市新町3丁目2308
- 出雲大社米子分院 - 鳥取県米子市博労町2丁目58
- 出雲大社石見分祠 - 島根県浜田市田町108
- 出雲大社福山分祠 - 広島県福山市野上町3丁目8-12
- 出雲大社尾道教会 - 広島県尾道市高須町3748-1
- 出雲大社備後分院 - 広島県三次市三良坂町三良坂2674
- 出雲大社備南教会  - 広島県三原市小泉町839
- 出雲大社広島分祠 - 広島県安芸郡府中町山田5丁目4-1
- 出雲大社安藝講社 - 広島県広島市安佐北区安佐町大字鈴張2662
- 出雲大社岩国教会 - 山口県岩国市立石町1丁目2-25
- 出雲大社三丘教会 - 山口県周南市大字小松原1816
- 出雲大社周防分院 - 山口県山口市徳地島地10
- 出雲大社山口分院 - 山口県山口市吉敷4254
- 出雲大社宇部教会 - 山口県宇部市宮地町16-22
- 出雲大社大津教会 - 山口県長門市日置上古市6010-1

四国地方
- 出雲大社昼間教会 - 徳島県三好郡東みよし町昼間3665
- 出雲大社高松分祠 - 香川県高松市室新町1138
- 出雲大社讃岐分院 - 香川県三豊市豊中町比地大3142
- 出雲大社松山分祠 - 愛媛県松山市本町三丁目5-5
- 出雲大社今治分院 - 愛媛県今治市石井町1丁目3-1
- 出雲大社土居教会 - 愛媛県四国中央市土居町土居110-1
- 出雲大社土佐分祠 - 高知県高知市升形5-29

九州地方
- 出雲大社福岡分院 - 福岡県福岡市西区今宿町418-23
- 出雲大社唐津教会 - 佐賀県唐津市佐志101-41
- 出雲大社長崎分院 - 長崎県長崎市桜町8-5
- 出雲大社庄内教会 - 大分県由布市庄内町畑田222
- 出雲大社熊本教会 - 熊本県熊本市中央区九品寺2丁目6-61
- 出雲大社花ヶ島教会 - 宮崎県宮崎市花ケ島町1300
- 出雲大社高千穂教会 - 宮崎県西臼杵郡上野295

沖縄地方
- 出雲大社沖縄分社 - 沖縄県那覇市古島1丁目16-13

日本国外
- 出雲大社マレーシア講社 - 52-1, Pusat Perdagangan Olive Hill, Above Big Pharmacy, Jln BS 1/1, Taman Bukit Serdang, 43300 Seri Kembangan, Selangor, Malaysia
- ハワイ出雲大社 - 215 N Kukui St, Honolulu, HI 96817,United States of America

その他
- 常陸国出雲大社 - 茨城県笠間市福原2006

旧出雲大社常陸教会 - 2014年に出雲大社教から離脱・独立
- 新十津川分院
- 福信講社
- 東京分祠
- 飛騨教会
- 阪神分祠
- 倉吉分院
- 土佐分祠
- 福岡分院
- 沖縄分社
- ハワイ出雲大社